# チャールズ・チャップリン
チャールズ・スペンサー・チャップリン（英: Sir Charles Spencer Chaplin, KBE、1889年4月16日 - 1977年12月25日）は、イギリス出身の映画俳優、映画監督、脚本家、映画プロデューサー、作曲家である。サイレント映画時代に名声を博したコメディアンで、山高帽に大きなドタ靴、ちょび髭にステッキという扮装のキャラクター「小さな放浪者」を通じて世界的な人気者になり、映画史の中で最も重要な人物のひとりと考えられている。ドタバタにペーソスを組み合わせた作風が特徴的で、作品の多くには自伝的要素や社会的及び政治的テーマが取り入れられている。チャップリンのキャリアは70年以上にわたるが、その間にさまざまな称賛と論争の対象となった。
チャップリンの子供時代は貧困と苦難に満ちており、救貧院に何度も収容される生活を送った。やがて舞台俳優や芸人としてミュージック・ホールなどの舞台に立ち、19歳で名門のフレッド・カーノー劇団と契約した。そのアメリカ巡業中に映画業界からスカウトされ、1914年にキーストン社で映画デビューした。チャップリンはすぐに小さな放浪者を演じ始め、自分の映画を監督した。その後はエッサネイ社、ミューチュアル社、ファースト・ナショナル社と移籍を重ね、1919年にはユナイテッド・アーティスツを共同設立し、自分の映画を完全に管理できるようにした。1920年代に長編映画を作り始め、『キッド』（1921年）、『黄金狂時代』（1925年）、『街の灯』（1931年）、『モダン・タイムス』（1936年）などを発表した。『独裁者』（1940年）からはトーキーに完全移行したが、1940年代に私生活のスキャンダルと共産主義的傾向の疑いで非難され、人気は急速に低下した。1952年に『ライムライト』のプレミア上映のためロンドンへ渡航中、アメリカへの再入国許可を取り消され、それ以後は亡くなるまでスイスに定住した。しかし1972年の第44回アカデミー賞で「今世紀が生んだ芸術である映画の製作における計り知れない功績」により名誉賞を受賞、アメリカでの授賞式に招かれた。

## 生涯

### 初期の人生：1889年 - 1913年

#### 出生と子供時代

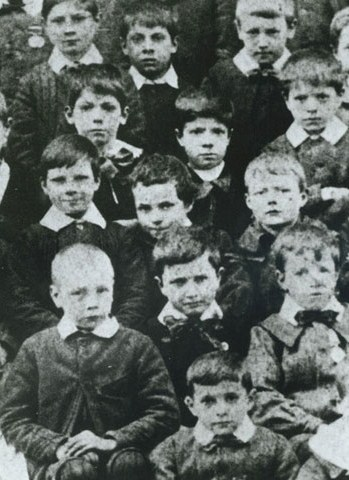
ハンウェルの学校における7歳のチャップリン（上から3列目の中央）。

1889年4月16日、チャールズ・スペンサー・チャップリン（以下チャップリン）は父のチャールズ・チャップリン・シニア（以下チャールズ）と母のハンナ・チャップリンとの間に生まれた。チャップリンは自伝で、ロンドン南部のウォルワース（現在のサザーク区）のイースト・ストリートで生まれたとしているが、公式の出生記録は存在していない。両親は4年前に結婚したが、ハンナはその時までに非嫡出子のシドニーを出産していた。両親は共にミュージック・ホールの芸人で、チャールズは人気歌手だったが、ハンナは芽の出ない女優だった。1891年までに両親は別居し、翌1892年にハンナは夫の芸人仲間のレオ・ドライデンとの間にジョージ・ウィーラー・ドライデンを出産したが、生後6ヶ月のジョージをレオが強引に引き取ってしまう。それから30年近くもチャップリンの前に姿を見せることはなかった。
幼少期のチャップリンは、現在のランベス区内のケニントンでハンナとシドニーと生活していたが、ハンナには時折の洋裁や看護で小銭を稼ぐ以外に収入がなく、チャールズは養育費さえも支払わなかった。貧困とハンナの病気入院により、チャップリンは7歳の時にシドニーとランベス救貧院に収容され、すぐにハンウェルにある孤児や貧困児のための学校に移された。1898年1月にチャップリンは同校を退校し、ハンナとシドニーと屋根裏部屋を転々とする生活を送ったが、やがてそれも打つ手がなくなり、7月に三人ともランベス救貧院に収容された。救貧院では親子兄弟といえどもばらばらに収容されたが、8月12日に三人で申し合わせて退院手続きをとり、ケニントン・パークで久しぶりに一緒に一日を過ごした。三人はシドニーが手に入れた9ペンスで昼食をとり、新聞紙を丸めたボールでキャッチボールをしたりして、親子水入らずの時間を楽しんだあと、夕方に救貧院に再収容された。チャップリンは収容後すぐにノーウッドにある貧困児のための学校に移された。
1898年9月、ハンナは栄養失調と梅毒を原因とする精神病を発症したため、ケイン・ヒル精神病院に収容された。それに伴いチャップリンとシドニーはノーウッドの学校を退校し、ケニントンに住んでいた父のチャールズに引き取られた。チャップリンはそれまでに父の姿を2回しか見ていなかった。チャールズは重度のアルコール依存症に陥っており、そこでの生活は児童虐待防止協会が訪問するほど悪いものだった。11月にハンナは病状が落ち着いたため退院し、チャップリンとシドニーは父のもとを離れ、再び三人で生活を始めた。チャールズは1901年に肝硬変のため38歳で亡くなった。

#### 舞台デビュー

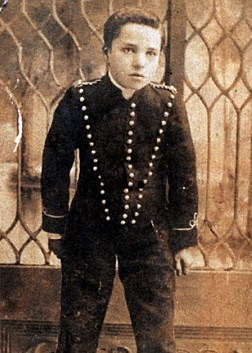
舞台『シャーロック・ホームズ』でビリー役を演じた10代のチャップリン。

チャップリンの初舞台は5歳の時だった。オールダーショットの劇場で舞台に立っていたハンナが出演中に喉をつぶして野次を浴びてしまい、支配人はチャップリンが舞台袖でさまざまな芸でハンナの友人たちを笑わせているのを見て、急遽代役として舞台に立たせることにした。チャップリンは舞台で歌を歌って大喝采を浴びた。この舞台出演は一時的なものだったが、チャップリンは9歳までにハンナの教えで舞台に興味を持つようになった。自伝では「母はわたしに舞台に対する興味を植え付けだした。自分には才能があると、わたしが思い込むように仕向けた」と述べている。1898年末、チャップリンは父親とのつながりを通じて、木靴ダンスのエイト・ランカシア・ラッズの座員となり、1899年から1900年にかけてイギリス中のミュージック・ホールを巡業した。チャップリンは懸命に働き、舞台も人気を得ていたが、やがてダンスだけでは満足せず、コメディアンになることを夢見るようになった。
チャップリンはエイト・ランカシア・ラッズと行動を共にした数年間、巡業先の学校を転々として通っていたが、13歳までに学業を断念した。チャップリンは俳優になるという目標を持ちながら、生活のために食品雑貨店の使いの小僧、診療所の受付、豪邸のボーイ、ガラス工場や印刷所の工員など、さまざまな仕事を経験した。1903年5月にハンナは病気が再発し、再びケイン・ヒル精神病院に送られた。8ヶ月後にハンナは退院したが、1905年3月に再び病状が悪化したため入院し、それ以降は病状が完全に回復することはなかった。自伝では「もはや諦めて母の運命を受け容れるしかなかった」と述べている。ハンナは1928年8月に亡くなり、チャップリンはその後数週間もショックで立ち直れなかったという。
1903年にハンナが入院した直後、チャップリンはウエスト・エンドにある俳優周旋所に名前を登録した。まもなく興行主チャールズ・フローマンの事務所の紹介で、俳優H・A・セインツベリーの舞台『ロンドン子ジムのロマンス』の少年サム役を与えられた。舞台は1903年7月に開幕し、チャップリンのコミカルで快活な演技は批評家の賞賛を受けたが、舞台自体は成功せず2週間で打ち切られた。続いてフローマンが興行する『シャーロック・ホームズ』でビリー役を演じ、3度の全国巡業に参加した。1905年9月の3度目の巡業中には、ホームズ役者で有名なウィリアム・ジレットの舞台に出演するためロンドンに呼ばれ、10月から12月にかけてジレット主演の『シャーロック・ホームズ』でビリー役を演じた。1906年初頭に4度目の『シャーロック・ホームズ』の全国巡業に参加し、これを最後に2年半以上演じてきたビリー役と別れを告げた。

#### フレッド・カーノー劇団

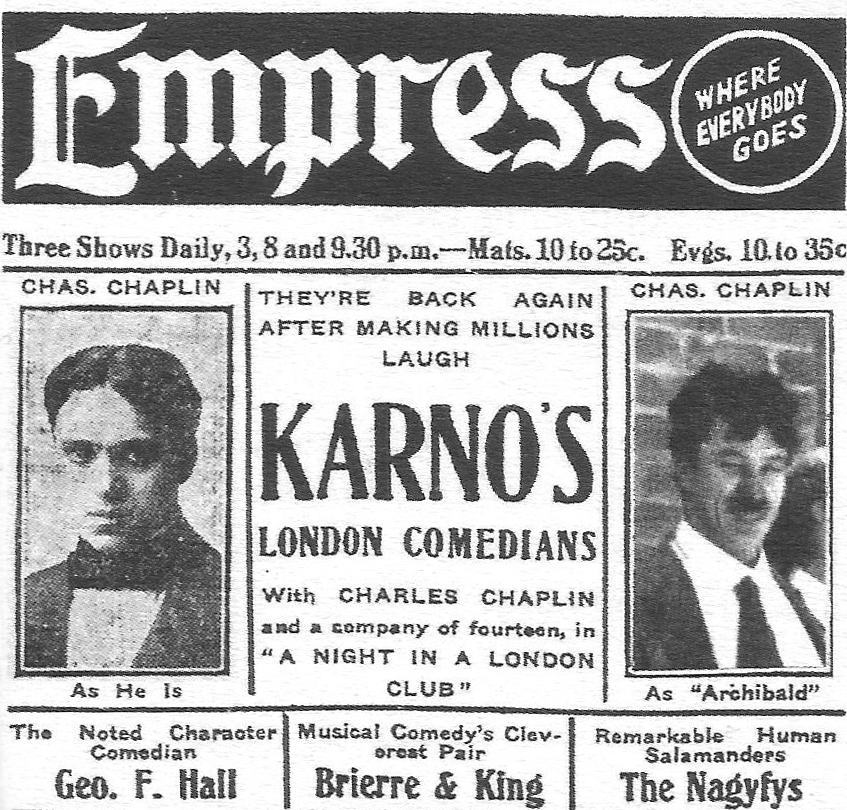
フレッド・カーノー劇団とチャップリンのアメリカ巡業時の広告（1913年）。

チャップリンはすぐに新しい劇団で仕事を見つけ、1906年3月にスケッチ・コメディー『修繕』の巡業にシドニーとともに参加した。同年5月にはケイシーズ・コート・サーカスの子供グループに参加し、1907年7月に退団するまで花形コメディアンとして活躍した。しかし、チャップリンは次の仕事先を見つけるのに苦労し、しばらく失業状態となった。この頃にユダヤ人のコメディアンとして一人で舞台に立とうと試みたが、テスト公演をしたのがユダヤ人地区の劇場にもかかわらず、反ユダヤ的なギャグを含む出し物をしたため、観客の野次を浴びて大失敗した。
一方、シドニーは1906年にコメディの名門フレッド・カーノー劇団に入り、その花形コメディアンになっていた。1908年2月、シドニーは失業中のチャップリンに仕事を与えるようカーノーに頼み、チャップリンは2週間のテスト出演のチャンスを貰った。カーノーは当初、チャップリンを「青白くて発育の悪い、無愛想な若者」「舞台もろくにできないぐらいの恥ずかしがり屋」と見なしていた。しかし、チャップリンはロンドンのコロシアム劇場で行われたテスト出演で、アドリブのギャグで笑いを取ったことが認められ、2月21日にカーノーと契約を交わした。
カーノー劇団でのチャップリンは脇役を演じることから始まり、1909年に主役級を演じるようになった。なかでも『啞鳥』におけるドタバタを巻き起こす酔っ払いが当たり役だった。1910年4月には新作寸劇『恐れ知らずのジミー』の主役で成功を収め、批評家の注目を集めた。同年10月、チャップリンはカーノー劇団のアメリカ巡業に参加し、批評家から「これまでに見た中で最高のパントマイム芸人の一人」と評された。最も成功した演目は『イギリス・ミュージックホールの一夜』（『啞鳥』の改題）で、その演技でアメリカでの名声を獲得した。アメリカ巡業は21ヶ月も続き、1912年6月にイギリスに帰国したが、10月には再びアメリカ巡業に参加した。

### 映画スターに：1914年 - 1922年

#### キーストン社時代
1913年、チャップリンは2度目のアメリカ巡業中にニューヨーク映画会社の支配人アダム・ケッセルから、傘下のキーストン社と契約する話を受けた。キーストン社はテンポの早いドタバタの短編喜劇を量産していた会社で、すでに退社した人気スターのフレッド・メイスの穴を埋める俳優を探していた。チャップリンはキーストン社の作風をあまり好まなかったが、舞台の仕事に代わるものを求めていたこともあり、9月25日に週給150ドルで契約を交わした。12月初旬にチャップリンはスタジオがあるロサンゼルスに到着し、撮影所長のマック・セネットと対面した。セネットはチャップリンの容貌が若すぎることに不安を感じたが、チャップリンは「老けづくりなら簡単にできる」と返事した。
1914年1月末までチャップリンは映画に使われず、その間は映画製作の技術を学ぶための見学に充てられた。チャップリンの映画デビュー作は、2月2日公開の『成功争ひ』である。この作品でチャップリンが演じたのは、洒落たフロックコートにシルクハット、モノクルを付け、八の字髭を生やした扮装の、女たらしの詐欺師である。チャップリンはこの作品を嫌ったが、マスコミはその演技に早くも注目し、「第一級のコメディアン」と賞賛する業界紙もあった。チャップリンは2本目の出演作のために、セネットの指示で喜劇の扮装を決めることになり、トレードマークとなる「小さな放浪者」の扮装を作り上げた。チャップリンの自伝によると、衣裳部屋に行く途中でふとだぶだぶのズボン、大きなドタ靴、ステッキと山高帽という組み合わせを思いついたという。自伝では扮装の狙いについて、以下のように述べている。
だぶだぶのズボンにきつすぎるほどの上着、小さな帽子に大きすぎる靴という、とにかくすべてにチグハグな対照というのが狙いだった。年恰好のほうは若くつくるか年寄りにするか、そこまではまだよく分からなかったが…とりあえず小さな口髭をつけることにした。こうすれば無理に表情を隠す世話もなく、老けて見えるにちがいない、と考えたからである。
その2本目の作品は『メーベルの窮境』（1914年2月9日公開）であるが、それよりも後に撮影された『ヴェニスの子供自動車競走』の方が2日早く公開されたため、『ヴェニスの～』が小さな放浪者の扮装を初めて観客に披露した作品となった。チャップリンはこれを自身の映画のキャラクターに採用し、自分からギャグを提案したりもしたが、監督のヘンリー・レアマンやジョージ・ニコルズとは意見が合わず、対立を繰り返した。11本目の出演作『メーベルの身替り運転』では、監督兼主演のメイベル・ノーマンドと衝突したことで解雇寸前にまで至ったが、ニューヨークから「チャップリン映画が大当たりしているから、至急もっと彼の作品をよこせ」との電報が届いたため、チャップリンの解雇は回避され、彼に対するセネットたち周囲の態度も軟化した。チャップリンはそれに乗じて、作品が失敗したら1500ドルを支払うという条件で、自分で映画を監督することをセネットに認めさせた。
チャップリンの監督デビュー作は、1914年4月20日公開の『恋の二十分』である。監督2作目の『とんだ災難』はその時点までで最も成功したキーストン社作品の1本となった。その後、チャップリンは1週間に1本のペースで新作の短編映画を監督・主演し、ショットの組み立てやストーリー構成などの映画技術を貪欲に身に付けていった。自伝ではこの時期を「いちばん張りのあったすばらしい時期」としている。チャップリンの人気も高まり、その名前が出ただけで大ヒットが約束されるようになると、キーストン社内でのチャップリンの発言力も高まった。同年11月、セネットが監督した長編コメディ『醜女の深情け』で主演のマリー・ドレスラーの相手役を演じたが、これが他監督のもとで出演した最後の公式映画となった。同年末、チャップリンはセネットと契約更新の話をし、週給1000ドルを要求するが拒否され、契約更新の話もそれで打ち切られた。

#### エッサネイ社時代

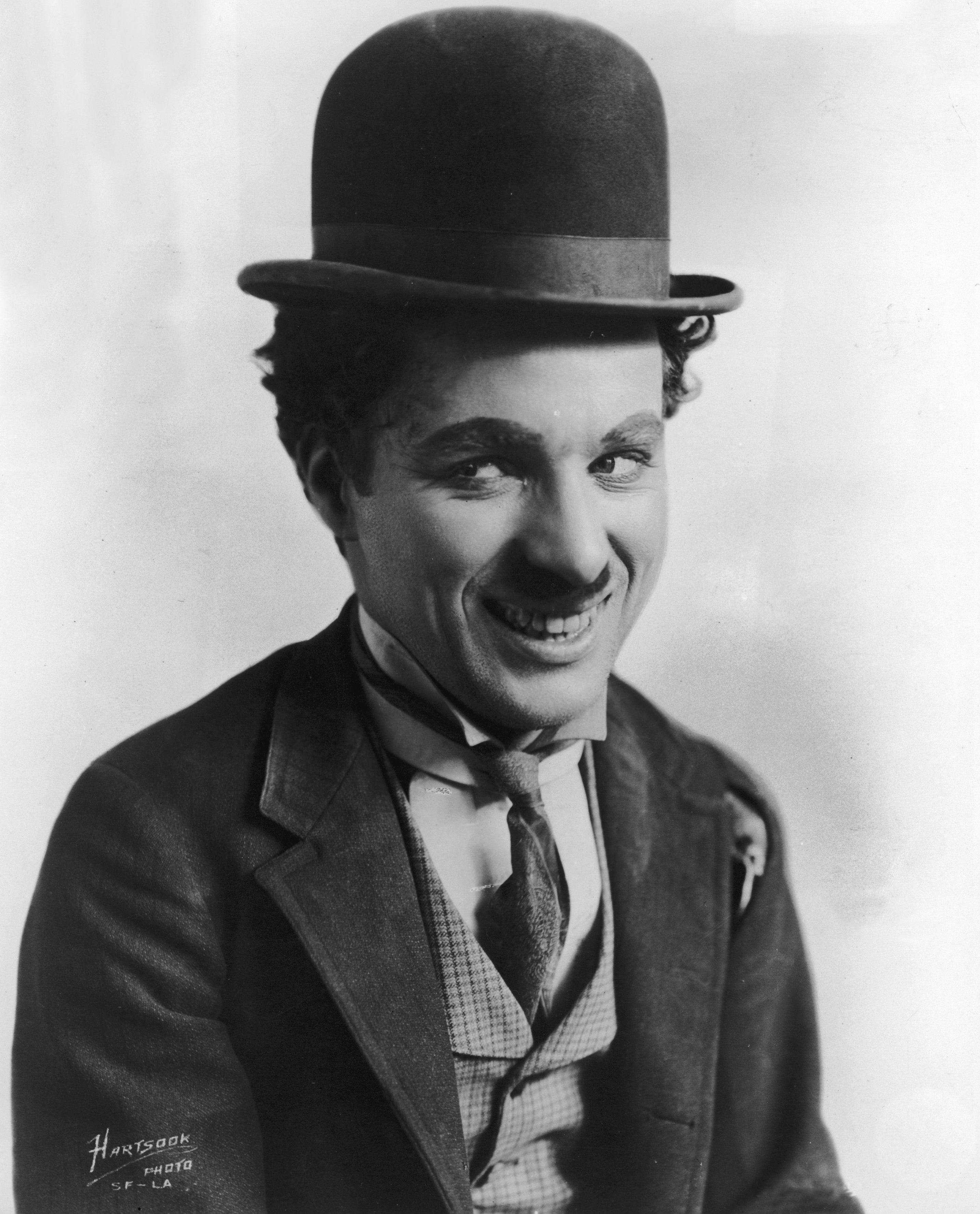
『チャップリンの失恋』（1915年）で小さな放浪者を演じたチャップリン。

キーストン社と契約満了をもって退社が確定したチャップリンは、週給1250ドルのギャラと1万ドルのボーナスを提示してきたシカゴのエッサネイ社に移籍し、1914年12月下旬にスタジオに参加した。チャップリンはレオ・ホワイトやベン・ターピンなどの俳優を集めてグループを作り、同社2作目の『アルコール夜通し転宅』ではサンフランシスコのカフェで見つけたエドナ・パーヴァイアンスを相手役に採用した。パーヴァイアンスとは8年間に35本の映画で共演し、1917年までプライベートでも親密な関係を築いた。チャップリンはそれまで会社の製作慣習に従い、流れ作業のように映画を作り続けてきたが、この頃から慣習には従わない姿勢を打ち出し、より時間をかけて映画を作るようになった。『アルコール夜通し転宅』と次作の『チャップリンの拳闘』とでは封切り日に27日の間があり、それ以後の作品はさらに封切りの間隔が広がった。
この時期にチャップリンは小さな放浪者のキャラクターを変え始めた。キーストン社時代のキャラクターは、女性や子供をいじめたりする卑劣で残酷な役柄や、性的にいやらしい性格であるものが多かった。しかし、エッサネイ社時代になると、より穏やかでロマンティックな性格に変化した。1915年4月公開の『チャップリンの失恋』はキャラクターの変化のターニングポイントとなる作品と考えられている。この作品では放浪者がヒロインに失恋し、ラストシーンで一本道をとぼとぼと歩き去る姿が描かれている。このシーンはその後の作品でも数通りに変化させて使用された。チャップリン研究家の大野裕之は、この作品を「孤独な放浪者のロマンスというチャップリン・スタイルの芽生え」であるとしている。同年8月公開の『チャップリンの掃除番』には悲しげな結末にペーソスが加えられたが、映画史家のデイヴィッド・ロビンソンはそれがコメディ映画の革新であるとしている。映画学者のサイモン・ルービッシュは、エッサネイ社時代のチャップリンは「小さな放浪者を定義するテーマとスタイルを見つけた」と述べている。
1915年にチャップリンの人気は爆発的に上昇し、その人気にあやかって人形や玩具などの関連商品が売られたり、新聞に漫画や詩が掲載されたり、チャップリンについての曲が作られたりした。同年7月にモーション・ピクチャー・マガジンのジャーナリストは、チャップリンの真似をする「チャップリニティス」がアメリカ全土で広まったと書いた。チャップリンの人気は世界的に高まり、映画業界で最初の国際的なスターとなった。12月にエッサネイ社との契約が切れ、自分の価値を認識していたチャップリンは次の契約先に15万ドルのボーナスを要求した。ユニバーサル、フォックス、ヴァイタグラフなどの映画会社からオファーを受けたが、最終的にチャップリンが選んだのは、最も高額な条件を提示してきたミューチュアル社だった。

#### ミューチュアル社時代

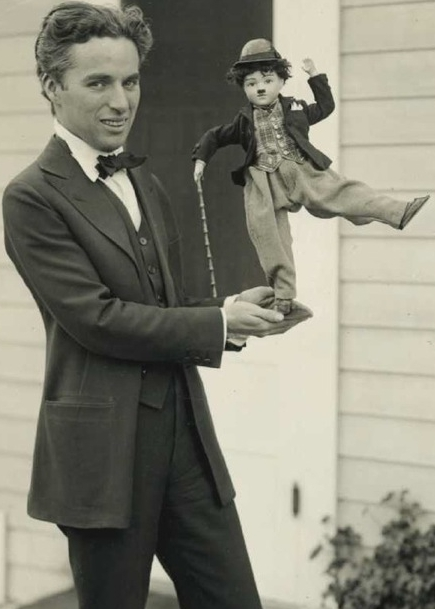
1916年までにチャップリンは世界的人気を得た。写真は自身の人形を持つチャップリン（1918年頃）。

1916年2月、チャップリンは年収67万ドル（週給1万ドルで合計52万ドル＋ボーナス15万ドル）でミューチュアル社と契約を結び、世界で最も給料が高い人物のひとりとなった。その高額な給料は大衆に衝撃を与え、マスコミで広く報道された。社長のジョーン・R・フロイラーは「私たちがチャップリンにこれだけ巨額の金が払えるのは、大衆がチャップリンを求めており、そのために金を払うからである」と説明した。チャップリンはロサンゼルスに自分専用のスタジオを与えられ、3月にローン・スター・スタジオとして開設した。自身の俳優集団には、エッサネイ社からパーヴァイアンスやホワイトを引き連れ、その後の作品で大きな役割を占めることになるアルバート・オースチンとエリック・キャンベル、そして腹心の友となるヘンリー・バーグマンを新たに加えた。
この頃からチャップリンは「低俗なドタバタ喜劇」という外部からの批判に応え喜劇のスタイルを変えようとしていた。「エリザベス朝のユーモアの表現形式、道化芝居やドタバタ喜劇の粗雑な形式」から離れて「もっと手の込んだより 繊細な演出」への移行を志向したのである。
チャップリンはミューチュアル社と、4週間に1本のペースで2巻物の映画を作ることを約束し、1916年中に公開した8本はすべてこの約束に従っていた。しかし、1917年に入るとこれまで以上に時間をかけて映画を作るようになり、同年に公開した『チャップリンの勇敢』『チャップリンの霊泉』『チャップリンの移民』『チャップリンの冒険』の4本を作るのに10ヶ月を要した。これらの作品は多くの専門家から、チャップリンの最良の作品のひとつと見なされている。チャップリンは自伝で、ミューチュアル社時代がキャリアの中で最も幸福な時期だったとしている。
チャップリンは第一次世界大戦で戦わなかったとして、イギリスのメディアに攻撃された。チャップリンはアメリカで徴兵登録を行い、「祖国の命令には進んで従うつもりである」と声明を出したが、結局どちらの国からも召喚されなかった。こうした批判にもかかわらず、チャップリンは前線の兵士にも人気があった。
チャップリンの人気は世界的に高まり続け、ハーパーズ・ウィークリー誌は、チャップリンの名前が「世界のほぼあらゆる国に深く浸透している」と報告した。その人気ぶりは、1917年に仮面舞踏会に参加した男性の10人のうち9人までがチャップリンの扮装をしたと報告されるほどだった。舞台女優のミニー・マダン・フィスクは「多くの教養ある芸術愛好家たちが、イギリス出身の若き道化師チャールズ・チャップリンを、天才コメディアンとしてだけでなく、世にも稀な芸術家であると考えるようになってきている」と述べている。こうした人気ぶりの一方で、チャップリンは数多くの模倣者の出現に悩まされ、彼らに対して法的措置を講じることになった（模倣者については「ビリー・ウェスト (俳優)＃チャップリンの模倣者」や外部リンク"The Faux Charlot"も参照）。

#### ファースト・ナショナル社

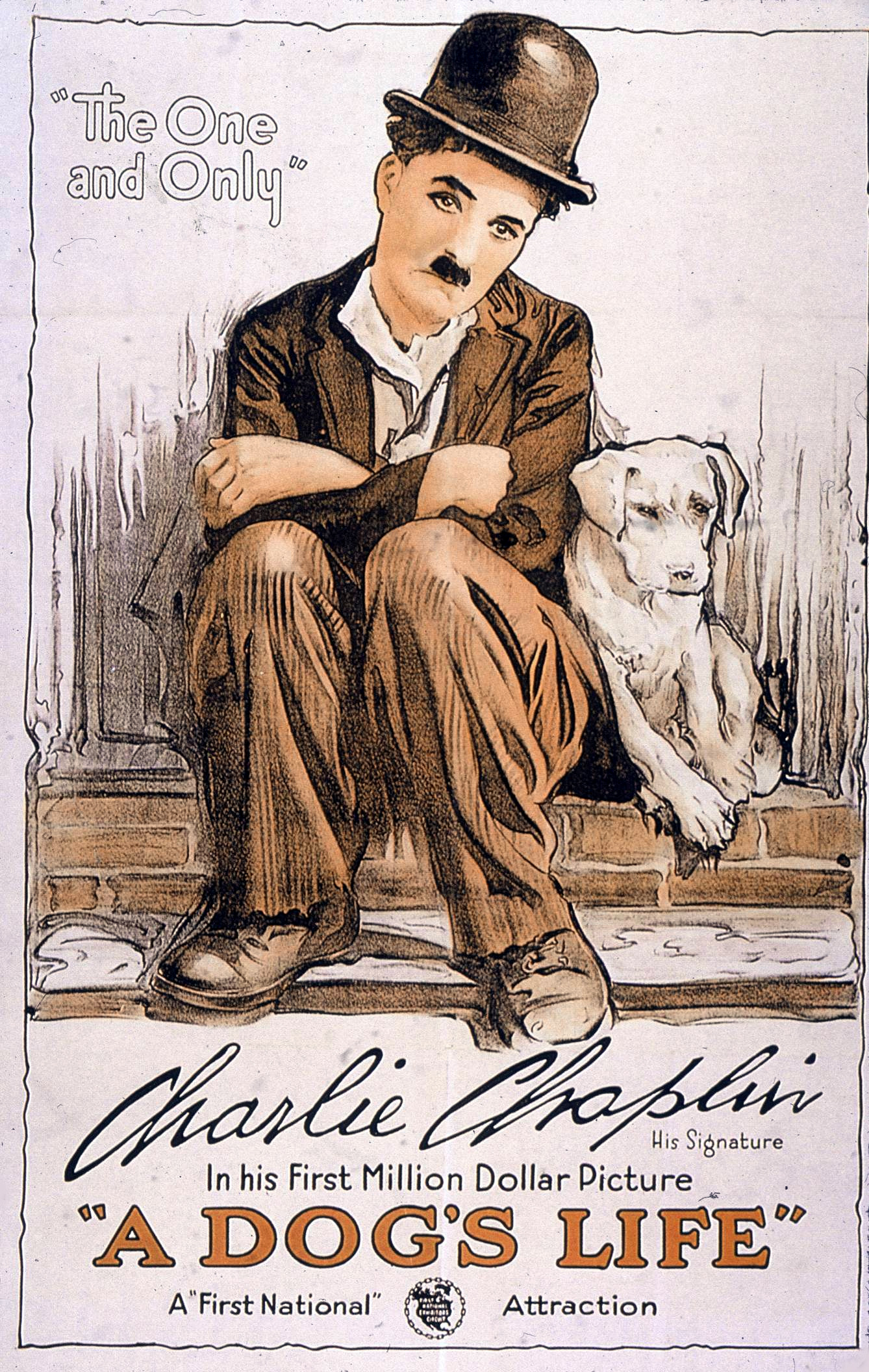
『犬の生活』（1918年）のポスター。

ミューチュアル社はチャップリンの制作本数が減ったことに腹を立てず、契約は友好的な関係のまま終了した（ミューチュアル社は新たな8本の映画に対し100万ドルの支払いを提示したが、チャップリンは独立を選んだ）。チャップリンは契約スケジュールに縛られた映画作りによる品質低下を懸念し、これまで以上に独立することを望んだ。チャップリンのマネージャーだったシドニーは、「今後どんな契約を結ぶとしても必ず条項にしたいものがひとつある。それはチャップリンには必要なだけの時間と、望み通りの予算が与えられるということである。私たちが目指すのは量ではなくて質なのだ」と表明した。1917年6月17日、チャップリンは新しく設立されたファースト・ナショナル社と「100万ドル契約」と広く呼ばれた配給契約を結んだ。この契約ではチャップリン自らがプロデューサーとなり、会社のために8本の映画を完成させる代わりに、作品1本あたり12万5000ドルの前金を受け取ることが決定した。
チャップリンはハリウッドのサンセット大通りとラ・ブレア通りが交差する角地の5エーカーの土地に、自分のスタジオとしてチャップリン・スタジオを建設し、1918年1月に完成した。このスタジオは地域の美観にこだわる近隣住民を安心させるため、イギリスの田舎のコテージが並んだような外見をもつように設計された。こうしてチャップリンは自由な映画製作環境を手に入れ、以前よりも膨大な時間と労力をかけて映画を作るようになった。また、それまでは1巻物や2巻物の短編映画を主に作っていたが、この頃からは3巻物の中編映画を作るようになった。新しい契約先での最初の作品は、同年4月公開の『犬の生活』である。この作品でチャップリンは小さな放浪者を一種のピエロとして扱い、コメディ映画に複雑な人間的感情を与えた。大野は、この作品で心優しい小さな放浪者のキャラクターが完成したとしている。この作品でチャップリンの芸術的評価は決定的なものとなり、フランスの映画批評家ルイ・デリュックは「映画史上初のトータルな芸術作」と呼んだ。
1918年4月、チャップリンはダグラス・フェアバンクスやメアリー・ピックフォードとともに、第一次世界大戦のための自由公債募集ツアーに駆り出され、約1ヶ月間アメリカ国内を遊説した。ワシントンD.C.で演説した時には、興奮の余り演壇から足を滑らせて、当時海軍次官補であったフランクリン・ルーズベルトの頭上に転げ落ちたという。さらにチャップリンはアメリカ政府のために、公債購入促進を訴える短編プロパガンダ映画『公債』を自費で制作した。次作の『担へ銃』では戦争をコメディ化し、小さな放浪者を塹壕の兵士に変えた。周囲は悲惨な戦争からコメディを作ることに反対したが、喜劇と悲劇の近似性を意識していたチャップリンの考えは揺るがなかった。この作品は大戦の休戦協定の締結直前に公開され、チャップリン映画として当時最高の興行記録を打ち立てた。

#### ユナイテッド・アーティスツと『キッド』

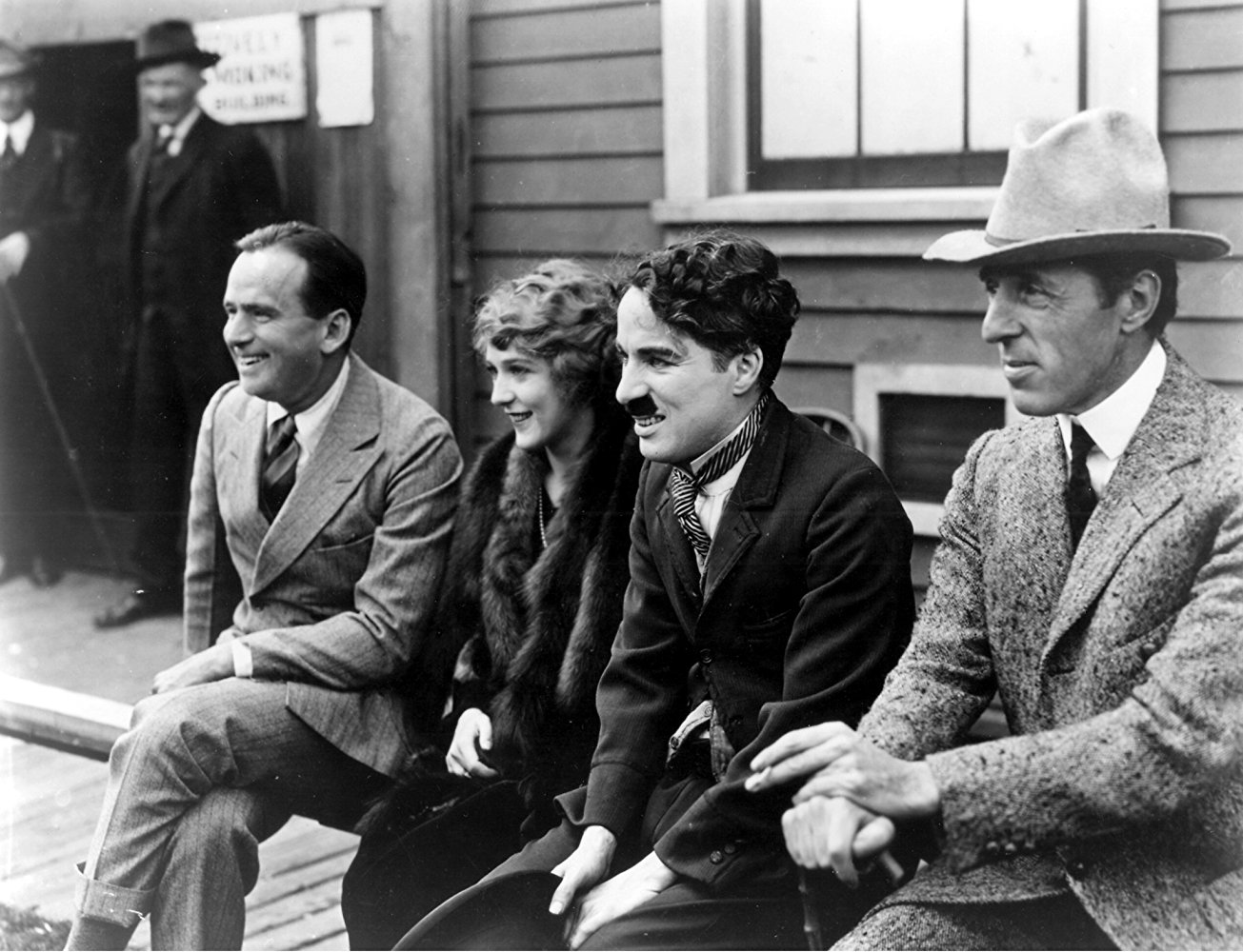
ユナイテッド・アーティスツの創立メンバー（1919年）。左からダグラス・フェアバンクス、メアリー・ピックフォード、チャップリン、D・W・グリフィス。

『担へ銃』の公開後、チャップリンはより高品質な映画を作るため、ファースト・ナショナル社に製作費の増額を要求したが拒否された。作品の品質低下の懸念に加え、映画会社が結託してスターのギャラを下げようとしているという噂話を心配したチャップリンは、 1919年2月5日にフェアバンクス、ピックフォード、D・W・グリフィスとともに、新会社ユナイテッド・アーティスツを設立した。同社は共同設立者の4人がそれぞれ独立製作した映画を配給する会社で、雇用主の束縛なしに自由に映画を作ることができるうえに、これまで雇用主に吸い上げられていた利益も手にすることができた。チャップリンはこの新会社での映画作りを望み、ファースト・ナショナル社に契約解除を求めたが拒否され、残る6本の契約を消化しなければならなくなった。
ユナイテッド・アーティスツの設立前、チャップリンは最初の結婚をした。17歳の女優ミルドレッド・ハリスはチャップリンの子を妊娠したことを明らかにし、チャップリンはスキャンダルを回避するため、1918年10月にロサンゼルスで秘密裏に結婚したが、すぐに妊娠は嘘であることが判明した。チャップリンは結婚生活に気分が乗らず、結婚が創作力に悪影響を及ぼすと考えていた。事実、11月に次回作『サニーサイド』の撮影を始めたが、アイデアが湧かなくてスランプに陥り、自伝では「虫歯を抜くような苦労をして作り上げた」と述べている。1919年にミルドレッドは本当に妊娠し、7月7日に奇形児の息子ノーマン・スペンサー・チャップリンを出産したが、わずか3日後に死亡した。
チャップリンの幼少時代の貧困経験は、次の映画『キッド』に影響を与えたと考えられており、それは小さな放浪者を捨て子の保護者に変えた。チャップリンは劇場で見つけた4歳の子役俳優ジャッキー・クーガンと契約し、1919年7月に撮影を始めた。撮影は順調に進んだが、これまで以上の大作になることが分かり、早く新作を求めるファースト・ナショナル社をなだめるため、数週間撮影を中断して急拵えで『一日の行楽』を製作した。『キッド』の製作は約1年かかったが、その間にミルドレッドとの結婚生活は破綻した。1920年8月に彼女は離婚訴訟を起こし、『キッド』の撮影済みフィルムを差し押さえようとした。チャップリンはそれから逃れるため、州を越えてソルトレイクシティに避難して編集作業を行い、完成後の11月に離婚が成立した。『キッド』はチャップリンの最初の長編映画で、「笑い」に「涙」を組み合わせたチャップリン特有のスタイルを完成させた。1921年2月に公開されると大ヒットし、3年以内に50ヶ国以上で配給された。
チャップリンは次回作『のらくら』の製作に5ヶ月を費やしたあと、突如としてヨーロッパ旅行を決断し、1921年9月にロンドン、パリ、ベルリンを訪問した。ロンドンとパリでは大群衆の熱狂的な歓迎を受け、著名人との社交生活を送ったが、ロンドン訪問中は少年時代を過ごしたケニントンを訪れたり、H・G・ウェルズ家に滞在したりもした。ベルリンでは大戦でチャップリン映画の配給が遅れたため知名度が低く、熱狂的な歓迎を受けなかった。帰国後、チャップリンは旅行記『My Wonderful Visit』（外部リンクの当該タイトル参照）を執筆し、残る2本のファースト・ナショナル社との契約を、1922年公開の『給料日』と1923年公開の『偽牧師』で完了させた。

### 長編映画時代：1923年 - 1938年

#### 『巴里の女性』と『黄金狂時代』

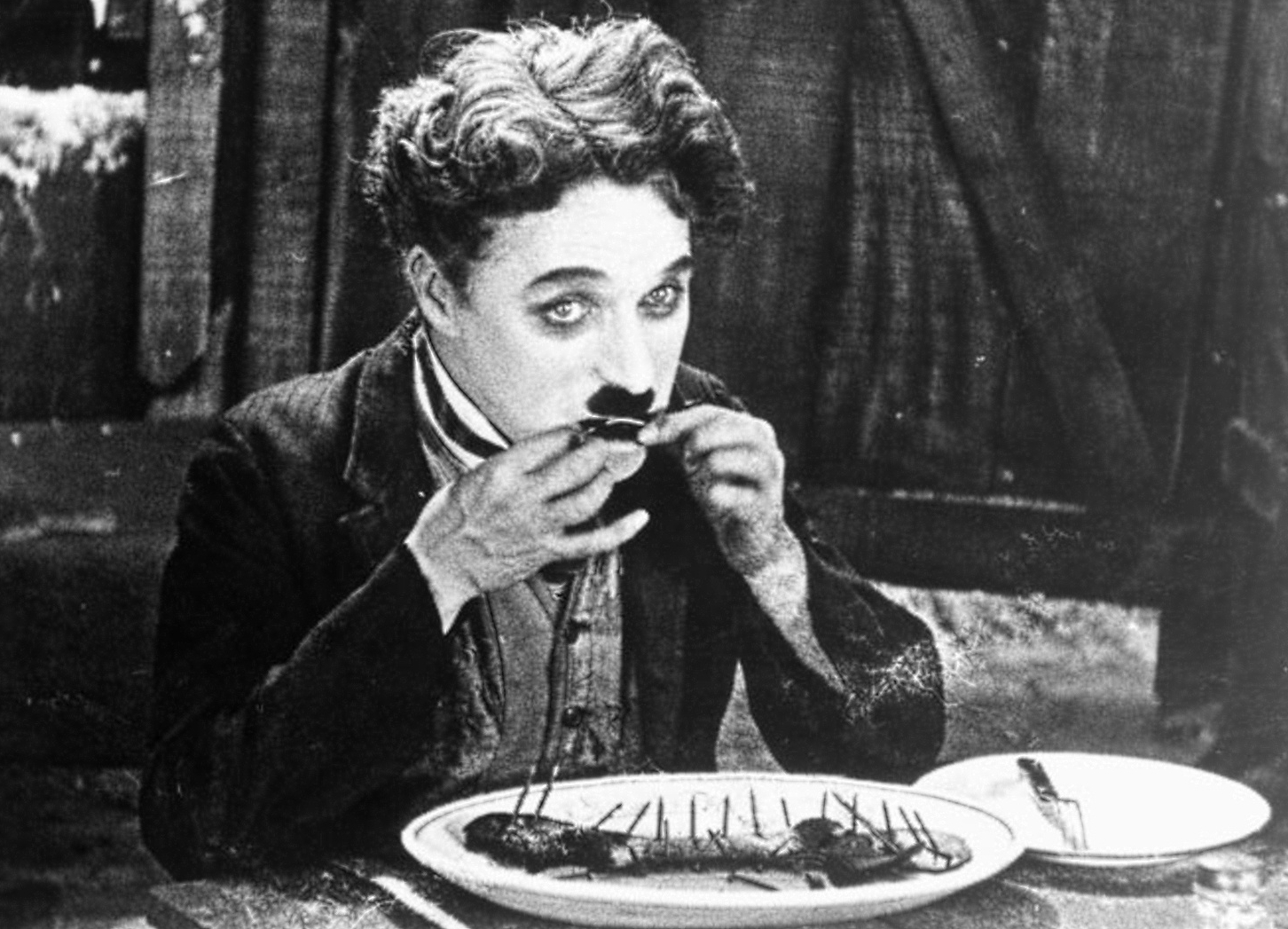
『黄金狂時代』（1925年）で靴を食べる小さな放浪者（チャップリン）。

ファースト・ナショナル社との契約を終えたチャップリンは、ようやく独立したプロデューサーとして自前のスタジオで映画を作り、自分の会社で配給するというワンマン体制を手に入れ、完全に自由な映画作りを行うことができた。そこでチャップリンはパーヴァイアンスを一本立ちしたスターに仕立てるため、ロマンティックなドラマ映画『巴里の女性』を製作した。この作品でチャップリンは監督に徹し、主演はせずにノンクレジットでカメオ出演するにとどまった。チャップリンは俳優に抑制のきいた自然な演技を求め、新しいリアルな演技スタイルを取り入れた。作品は1923年9月に公開され、その革新的で洗練された表現方法で批評家から高い賞賛を受けた。しかし、一般観客はチャップリンが出てこないチャップリン映画に興味がなく、興行的に失敗した。作品の出来栄えに誇りを持っていたチャップリンはこの結果に失望し、すぐに作品を劇場から撤退させた。
チャップリンは次回作でコメディに戻り、『キッド』以上の作品、それも偉大な叙事詩を作ろうと考えた。そこでクロンダイクのゴールドラッシュの写真とドナー隊の悲劇に触発されて『黄金狂時代』を製作した。この作品では小さな放浪者が孤独な金鉱探しになり、逆境に直面しながら黄金と恋を求める姿が描かれている。飢えをしのぐために靴を食べるシーンや、ロールパンのダンス、崖から落ちる山小屋のシーンなど、チャップリン映画で最も有名なシーンのいくつかも含まれている。撮影は1924年2月に開始したが、600人のエキストラを動員したり、豪華なセットや特殊効果を使用したりするなど、製作はより大規模なものになった。撮影日数は約14ヶ月もかかり、製作費は92万ドルを計上した。1925年8月に公開されると全米で500万ドルの興行収入を記録し、サイレント映画で最も高収入をあげた映画の1本となった。ジャーナリストのジェフリー・マクナブは、この作品を「チャップリン映画の典型」と呼んでいる。

#### リタ・グレイと『サーカス』

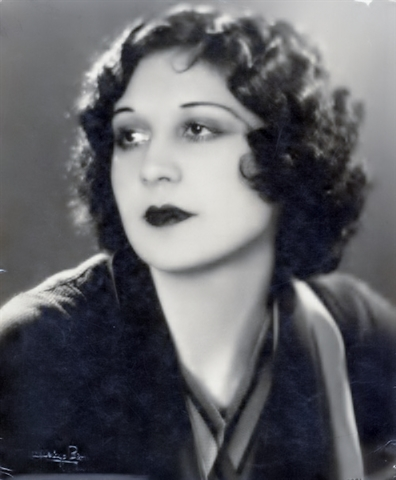
チャップリンの2番目の妻であるリタ・グレイ。

『黄金狂時代』の撮影中、チャップリンは16歳の女優リタ・グレイと2度目の結婚をした。1924年9月、リタはミルドレッドの時と同じように、チャップリンとの子を妊娠したことを明らかにした。カリフォルニア州法では未成年女性と関係を持つと強姦罪が適用され、最高30年の刑が科せられるため、リタの両親はそれをタネにチャップリンに結婚を強要した。そのためチャップリンは結婚を余儀なくされ、11月26日にメキシコで内密に結婚式を挙げた。リタは『黄金狂時代』のヒロイン役に予定されていたが、結婚により降板し、代わりにジョージア・ヘイルが演じることになった。リタとの間には、チャールズ・チャップリン・ジュニア（1925年5月5日生）とシドニー・アール・チャップリン（1926年3月30日生）の二人の息子をもうけた。
リタとの結婚生活は不幸であり、チャップリンは妻と会うのを避けるためスタジオで仕事に没頭した。1926年11月末、リタは息子を連れて家出し、翌1927年1月に離婚訴訟を起こした。訴訟書類はチャップリンだけでなくその関係者も相手取り、チャップリンを誹謗中傷する内容が書かれていた。この事件は大見出しのニュースとなり、全米各地でチャップリン映画のボイコットが起きたため、チャップリンは神経衰弱に陥った。8月にチャップリンの弁護士は、その種のものではアメリカの裁判史上最高の金額である60万ドルの和解金を支払うことに同意し、リタとの離婚が成立した。チャップリンは心労で一夜にして白髪になったが、幸いにも事件はすぐに忘れられ、チャップリンの人気にほとんど影響を与えることはなかった。
離婚訴訟が起きる前に、チャップリンは新作『サーカス』の撮影を始めていた。この作品は猿に囲まれて綱渡りをするというアイデアから物語が作られ、小さな放浪者をサーカスのスターに変えた。撮影は離婚訴訟のため8ヶ月間中断され、撮影中もさまざまなトラブルに直面した。この時の大きなストレスは長年にわたって続き、自伝でもこの作品について言及されていない。作品は1927年10月に完成し、1928年1月にプレミア上映が行われて好評を博した。1929年、チャップリンは第1回アカデミー賞で「『サーカス』の脚本・演技・演出・製作で示した優れた才能」に対して名誉賞を受賞したが、授賞式は欠席した。

#### 『街の灯』
『サーカス』が公開された頃、ハリウッドではトーキーの導入が進んでいた。しかし、チャップリンはトーキーについて否定的な立場をとり、トーキーはサイレント映画の芸術性を損なわせてしまうと考えていた。また、チャップリンは小さな放浪者に言葉を入れることで、その国際的魅力と世界共通言語としてのパントマイムの普遍性が失われることを恐れ、自身に成功をもたらしたこの方式を変えることに躊躇した。そのためチャップリンはトーキーの流行に従うのを拒否し、サイレント映画を作り続けることにした。それにもかかわらず、この決断はチャップリンを不安にさせ、次回作である『街の灯』の製作中もずっと悩み続けた。

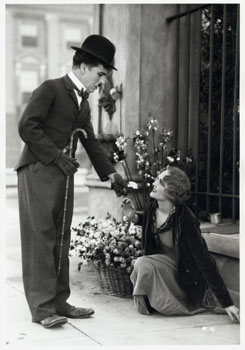
『街の灯』（1931年）のチャップリンとヴァージニア・チェリル。

チャップリンは約1年間をかけて『街の灯』のストーリー作りに取り組み、1928年末に撮影を始めた。この作品は小さな放浪者がヴァージニア・チェリルが演じる盲目の花売り娘を愛し、彼女の視力を回復させるための手術代を調達しようと奮闘する姿が描かれている。撮影は約21ヶ月間も続けられ、チャップリンは自伝で「完璧を望むあまり、神経衰弱気味になっていた」と述べている。チャップリンがサウンド技術で見つけた利点のひとつは、自分で作曲した映画音楽を録音する機会を得たことだった。以前から映画音楽の作曲に関心を抱いていたチャップリンは、この作品のためにオリジナルの伴奏音楽を作曲し、サウンド版として公開することにした。
1930年12月に『街の灯』の編集作業が終了したが、この頃にはサイレント映画は時代遅れになっていた。1931年1月に行われた一般向け試写は成功しなかったが、その翌日のマスコミ向け試写では好意的な評価を受けた。あるジャーナリストは「それが可能な人物は世界中でチャップリンだけだろう。彼は、『観客へのアピール』と呼ばれる独特のものを、話す映画へとなびく大衆の好みに挑めるくらい十分に備えているただ一人の人物である」と書いた。同月末に正式公開されると高い人気を集め、最終的に300万ドルを超える収益を上げるほどの興行的成功を収めた。英国映画協会は、批評家のジェームズ・エイジーがラストシーンを「映画の中で最高の演技で最高のシーン」と賞賛したことを引用して、チャップリンの最高の作品と評価した。

#### 世界旅行と『モダン・タイムス』
1931年初めにチャップリンは休暇を取ることを決心し、16ヶ月間に及ぶ世界旅行に出かけた。チャップリンはイギリス、フランス、スイスのサン・モリッツでの長期滞在を含めて、西ヨーロッパを何ヶ月間も旅行した。チャップリンは至る所で大歓迎を受け、多くの著名人と社交的関係を持った。ロンドンではジョージ・バーナード・ショー、ウィンストン・チャーチル、マハトマ・ガンジー、ジョン・メイナード・ケインズと会談し、ドイツを訪問した時はアルベルト・アインシュタインの自宅に招待された。チャップリンはヨーロッパ旅行を終えたあと、休暇を延ばして日本へ行くことを決めた。シンガポールやバリ島を経由して、1932年5月に日本を訪れ、6月に帰国した（訪日時の詳細については4度の訪日を参照）。

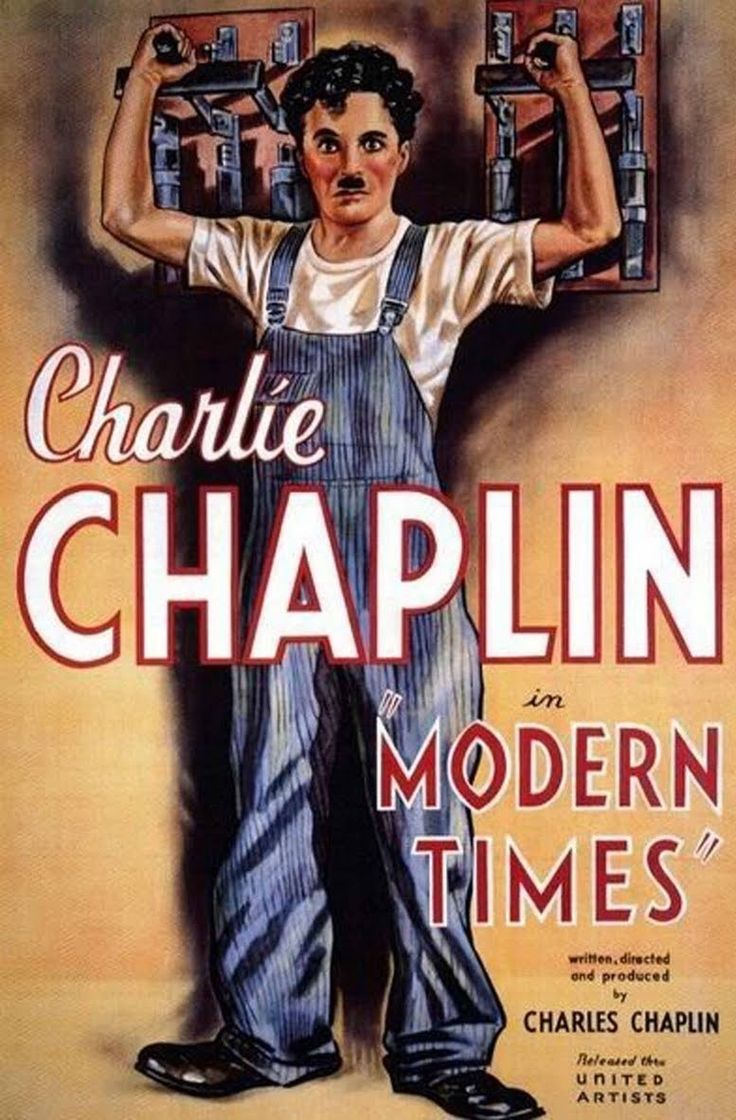
『モダン・タイムス』（1936年）のポスター。

ロサンゼルスに戻ったチャップリンは、トーキー導入で大きく変化したハリウッドに嫌気がさした。自伝では当時の心境を「まったくの混迷、将来の計画もなんにもない。ただ不安なばかりで、底知れぬ孤独にさいなまれていた」と回想している。チャップリンは引退して中国に移住することも考えたが、1932年7月にポーレット・ゴダードと出会ったことで孤独感が解消され、二人はすぐに親密な関係を築いた。しかし、チャップリンはなかなか次回作に取りかかろうとはせず、旅行記『コメディアンが見た世界』の執筆に集中した。チャップリンは世界旅行をして以来、恐慌後の世界情勢に関心を持つようになった。実際にチャップリンは、経済問題に関する論文「経済解決論」を執筆したり（この中でワークシェアリングの実施、労働者の最低賃金のアップによる家計の刺激、関税の引き下げ、欧州の通貨統合などを提唱）、ニューディール政策の熱熱な支持者として、1933年に全国産業復興法を支持するラジオ番組に出演したりしている。アメリカの労働状況の悪化はチャップリンを悩ませ、機械化が失業率を高めるのではないかと恐れた。こうした懸念から次回作の『モダン・タイムス』が構想された。
1934年10月に『モダン・タイムス』の撮影が始まり、約10ヶ月半かけて終了した。チャップリンはトーキーで作ることを考えていたが、リハーサル中に気が変わり、前作と同様に効果音と伴奏音楽を採用し、会話シーンはほとんど使わなかった。しかし、小さな放浪者がデタラメ語で「ティティナ」を歌うシーンで、チャップリンは初めて映画で肉声を披露した。大野は、この作品を「機械文明に抵抗して個人の幸福を求める物語」としており、『キッド』以来の政治的言及と社会的リアリズムが取り入れられた。チャップリンはこの問題を重視しないようにしたにもかかわらず、こうした側面が多くのマスコミの注目を引き付けた。作品は1936年2月に公開されたが、一部の大衆観客は政治的要素を嫌ったため、アメリカでの興行収入は前作の半分にも満たない150万ドルにとどまり（資料によっては180万ドルに達するともされる。1936年の興行収入の第5位）、評価も賛否両論となった。それでも現代ではチャップリンの最も優れた長編映画のひとつと見なされている。
『モダン・タイムス』の公開直後、チャップリンはポーレットとともにアジア旅行に出発し、香港や日本などを訪問した。チャップリンとポーレットはお互いの関係について言及することはなく、正式な夫婦であったかどうかは明らかにしていない。その後、チャップリンは旅行中の1936年に広東で結婚したことを明らかにした。ポーレットは『モダン・タイムス』と次回作の『独裁者』でヒロイン役を演じたが、二人はそれぞれの仕事に重点を置いていたため、お互いの気持ちは離れていった。1942年にメキシコで二人の離婚が成立したが、その後もお互いの関係は良好だった。

### 論争と人気の低下：1939年 - 1952年

#### 『独裁者』

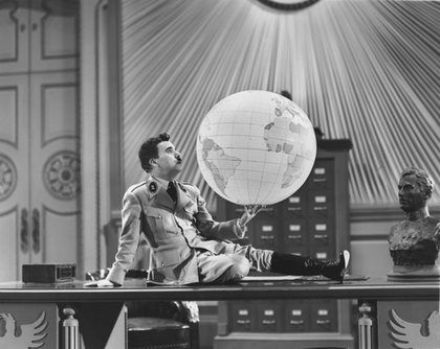
『独裁者』（1940年）の風船の地球儀を弄ぶシーン。

チャップリンは、1930年代の世界の政治的緊張とファシズムの台頭に不安を感じ、これらの問題を自分の仕事から遠ざけることはできないと考えていた。この頃、各国のメディアではチャップリンとアドルフ・ヒトラーとの共通点が話題に上った。二人はわずか4日違いで生まれ、どちらも社会の底辺の出身から世界的な有名人となり、鼻の下に歯ブラシのような口髭を付けていた。こうした類似性は、チャップリンに次の映画『独裁者』のアイデアを提供した。この作品ではヒトラーを直接的に風刺し、ファシズムを攻撃した。
チャップリンは『独裁者』の脚本執筆に2年も費やし、イギリスがドイツに宣戦布告した6日後の1939年9月に撮影を始めた。チャップリンは政治的メッセージを伝えるために適した方法であることから、この作品をサイレントではなくオール・トーキーで製作したが、この時にはもはやトーキーを導入する以外に選択肢はなかった。ヒトラーを主題にしたコメディを作ることは大きな物議を醸すと思われたが、チャップリンの経済的独立はそのリスクを冒すことを可能にした。チャップリンは自伝で「ヒトラーという男は、笑いものにしてやらなければならないのだ」と述べている。チャップリンは小さな放浪者を、同じ服装のユダヤ人の床屋に置き換えて、反ユダヤ主義のナチスを攻撃した。さらにチャップリンは、ヒトラーをパロディ化した独裁者のアデノイド・ヒンケルも演じた。
『独裁者』の製作には約1年かかり、1940年10月に公開された。この作品はニューヨーク・タイムズの批評家から「今年最も熱狂的に待望された映画」と呼ばれるなど多くの注目を集め、それまでのチャップリン映画で最高の興行収入を記録した。しかし、結末のシーンは人気がなく、論争を引き起こした。その結末シーンでは、チャップリンが床屋のキャラクターを捨てて、カメラ目線で戦争とファシズムに反対する5分間の演説をした。映画史家のチャールズ・J・マーランドは、この説教がチャップリンの人気の低下を引き起こしたと考え、「今後、映画ファンはチャップリンから政治的側面を切り離すことができなくなった」と述べている。『独裁者』は第13回アカデミー賞で作品賞、主演男優賞、脚本賞など5部門でノミネートされた。

#### ジョーン・バリーとウーナ・オニール
1940年代半ば、チャップリンは自身の公的イメージに大きな影響を与えた一連の裁判に関わり、それにほとんどの時間を費やした。1941年にチャップリンはポール・ヴィンセント・キャロル原作の戯曲『影と実体』の映画化を企画し、その主演女優として無名のジョーン・バリーと契約した。しかし、バリーは精神的に不安定で奇行が目立ったため、1942年5月に契約を解消した。その後、バリーは2度もチャップリン家に侵入して逮捕され、1943年にはチャップリンの子供を妊娠していると発表した。チャップリンはこれを否定したため、バリーはチャップリンに対して子供の父権認知の訴訟を起こした。
チャップリンの政治的傾向を長年にわたり疑っていた連邦捜査局（FBI）は、チャップリンの評判を傷つけるためのネガティブ・キャンペーンの一環として、このスキャンダルに関する4件の罪状でチャップリンを訴えた。これらの中で最も問題になったのが、性的な目的で州を越えて女性を移動させることを禁じるマン法に違反したという申し立てである。歴史家のオットー・フリードリックは、これを「時代遅れの法」による「馬鹿げた訴追」と呼んでいるが、チャップリンが有罪となった場合は23年の懲役刑になる可能性があった。他の3件の告発は法廷に持ち込むのに十分な証拠がなかったが、マン法違反の裁判は1944年3月21日に始まり、2週間後の4月4日に無罪となった。この事件はトップ級のニュースとして報道され、ニューズウィークは「1921年のロスコー・アーバックル事件の裁判以来の最大のスキャンダル」と呼んだ。
キャロル・アンと名付けられたバリーの子供（1943年10月生）の父権認知の裁判は、1944年12月に開廷した。原告側弁護士はチャップリンを不道徳であると強く非難し、1945年4月の判決でチャップリンが父親であることが認定された。血液検査では「O型のチャップリンとA型のジョーンから、B型のキャロル・アンが生まれる可能性はない」と結論付けられていたが、裁判が行われたカリフォルニア州では、血液検査は裁判の証拠として認められなかった。チャップリンは判決に従って、キャロル・アンが21歳になるまで養育費を支払うことになった。この裁判でチャップリンは、FBIの影響を受けたメディアから過度な批判を受けた。
この裁判でチャップリンが受けた打撃は大きかったが、そんな傷心の彼を慰めたのは4番目の妻であるウーナ・オニールだった。1942年10月にチャップリンはタレントエージェントを介してウーナと初めて出会い、1943年6月16日に結婚した。チャップリンは自伝で、ウーナとの出会いは「長きにわたるであろう私の最良の幸福のはじまり」と述べている。しかし、二人が結婚したのはバリーが父権認知訴訟を起こしてから2週間後のことであり、それはチャップリンをめぐる論争を高めることになった。チャップリンは亡くなるまでウーナと連れ添い、8人の子供をもうけた。その子供たちは上からジェラルディン（1944年7月生）、マイケル・ジョン（1946年3月生）、ジョゼフィン・ハンナ（1949年3月生）、ヴィクトリア（1951年5月生）、ユージン・アンソニー（1953年8月生）、ジェーン・セシル（1957年5月生）、アネット・エミリー（1959年12月生）、クリストファー・ジェイムズ（1962年7月生）である。

#### 『殺人狂時代』と共産主義の告発

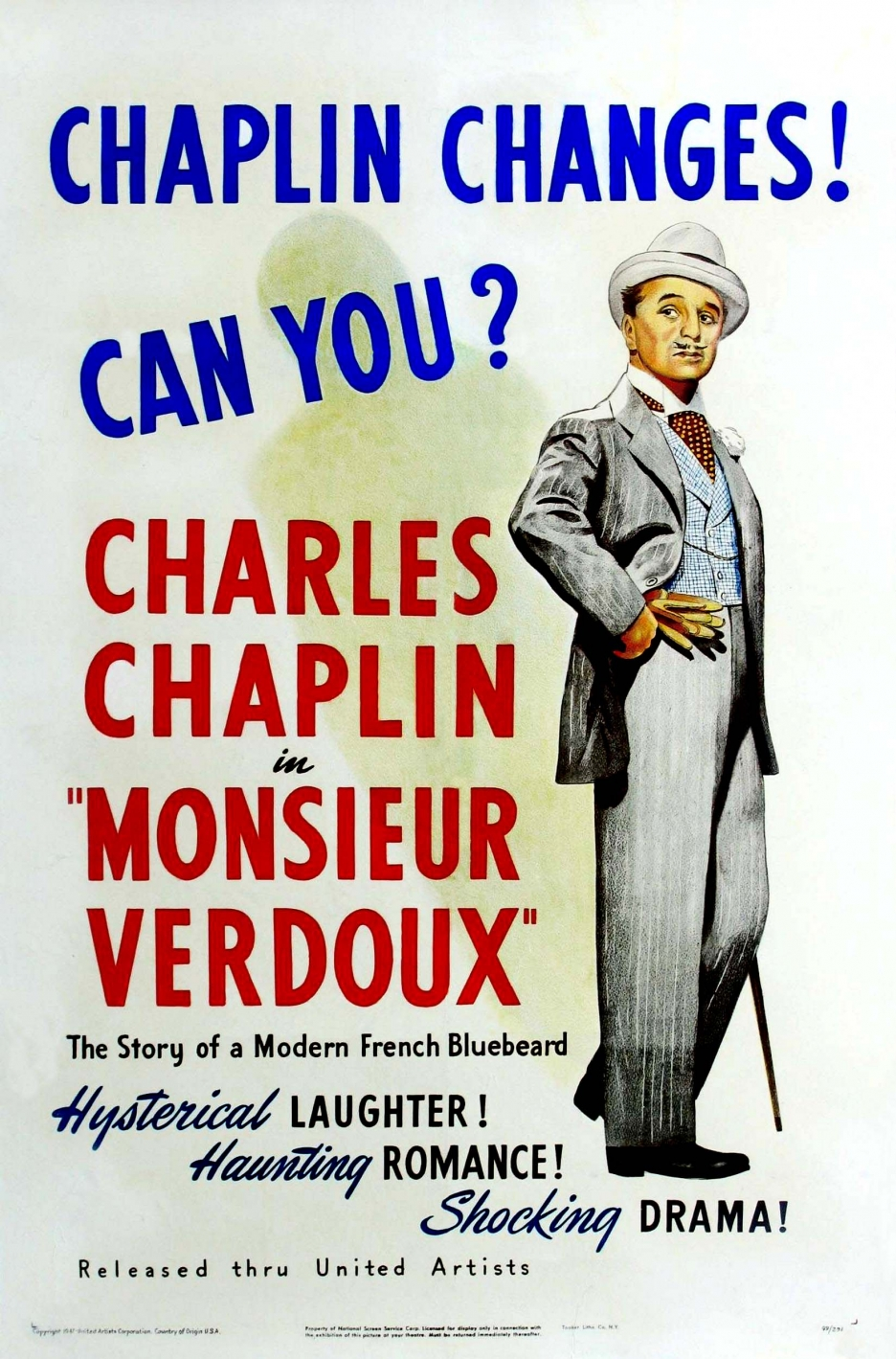
『殺人狂時代』（1947年）のポスター。

チャップリンはバリーの裁判で「自分の創作意欲をひどく傷つけられた」と感じ、再び映画製作を始めるまでには時間がかかった。チャップリンの新作は『殺人狂時代』で、フランスの失職した元銀行家ヴェルドゥが家族を養うために裕福な未亡人と結婚して殺害するという内容のブラックコメディである。このアイデアを思いついたきっかけは、1942年秋にオーソン・ウェルズがチャップリン主演でフランスの連続殺人犯アンリ・デジレ・ランドリューが主人公の映画を作りたいと提案したことだった。チャップリンはこの申し出を断ったが、このアイデアがすばらしい喜劇になると考えた。そこでウェルズに原案料として5,000ドルを支払い、当時進めていた『影と実体』の企画を棚上げして、4年がかりで完成させた。
チャップリンは『殺人狂時代』で再び政治的姿勢を主張し、資本主義や戦争における大量破壊兵器の使用を批判した。そのため1947年4月に公開されると物議を醸した。プレミア上映ではブーイングが起こり、ボイコットの呼びかけもあった。この作品はアメリカで批評的にも興行的にも失敗した最初のチャップリン映画だったが、海外では高い成功を収め、第20回アカデミー賞では脚本賞にノミネートされた。チャップリンはこの作品に誇りを持っており、自伝では「『殺人狂時代』は自分の作品中でも最高の傑作、実によくできた作品だと信じている」と述べている。
『殺人狂時代』に対する否定的反応は、チャップリンの公のイメージが変化した結果だった。チャップリンはバリーとのスキャンダルの被害に加えて、政治的姿勢が共産主義的であると公に非難された。チャップリンの政治活動は、第二次世界大戦中にソビエト連邦を支援するために第二戦線を開くことを呼びかける演説を行い、さまざまなアメリカの親ソ組織を支援した時に激化した。また、ハンス・アイスラーやベルトルト・ブレヒトなどの共産主義者とされる著名人と交友があり、ロサンゼルスでソ連外交官が主催したレセプションにも出席した。1940年代のアメリカの政治情勢では、そのような活動は「危険なほど進歩主義的で不道徳」と見なされた。FBIはチャップリンの国外追放を考え、1947年に公式な調査を開始した。
チャップリンは共産主義者であることを否定し、代わりに自分を「平和主義者」と呼んだが、イデオロギーを抑圧する政府のやり方は自由権を侵害していて容認できないと主張した。チャップリンはこの問題について沈黙を拒否し、共産党員の裁判と下院非米活動委員会の活動に公然と抗議した。チャップリンの活動はマスコミで広く報道され、冷戦の恐れが高まるにつれて、チャップリンがアメリカ市民権を取らなかったことにも疑問が投げかけられ、国外追放を求める声も上がった。例えば、1947年6月に非米活動委員会の委員であるジョーン・E・ランキン議員は、「チャップリンがハリウッドにいること自体が、アメリカの体制には有害なのです…今すぐ彼を国外追放処分にして追放すべきであります」と発言した。同年9月、チャップリンは非米活動委員会から召喚状を受け取ったが、証言のために出頭することはなかった（チャップリンが放浪紳士の扮装で出廷する、と声明を出すと出頭は沙汰止みとなった）。

#### 『ライムライト』とアメリカ追放

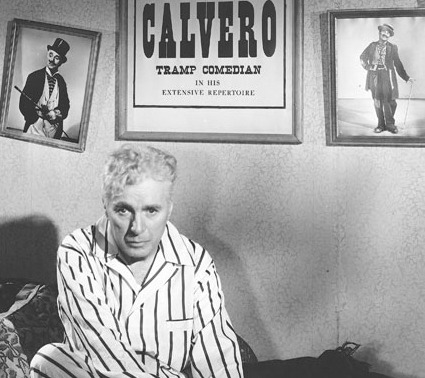
『ライムライト』（1952年）で人気を失くした舞台芸人のカルヴェロを演じたチャップリン。

チャップリンは『殺人狂時代』の失敗後も政治的活動を続けたが、次回作の『ライムライト』は忘れられたミュージック・ホールのコメディアンと若いバレリーナが主人公の作品で、政治的テーマからかけ離れていた。この作品はチャップリンの子供時代と両親の人生だけでなく、アメリカでの人気の喪失をほのめかしており、非常に自伝的なものになった。出演者にはチャップリンの5人の子供や異父弟のウィーラー・ドライデンなどの親族が含まれていた。チャップリンは3年間も脚本に取り組み、1951年11月に撮影を始めた。チャップリンのパントマイムシーンの相手役にはバスター・キートンが出演したが、サイレント映画時代に人気を分けた二人が共演したのはこの一回限りだった。
チャップリンは『ライムライト』のワールド・プレミアを、作品の舞台となったロンドンで開催することに決めたが、ロサンゼルスを去ればもう戻ってくることはないだろうと予感していた。1952年9月17日、チャップリンは家族とクイーン・エリザベスに乗船し、イギリスへ向けてニューヨークを出航した。その2日後、アメリカ合衆国司法長官のジェームズ・P・マクグラネリーはチャップリンの再入国許可を取り消し、アメリカに戻るためには政治的問題と道徳的行動に関する審問を受けなければならないと述べた。マクグラネリーは「チャップリンを国外追放した根拠を明らかにすれば、チャップリン側の防御を助けることになる」と述べたが、マーランドは1980年代に開示されたFBIの記録に基づき、アメリカ政府はチャップリンの再入国を阻止するための証拠を持っていなかったと結論付けた。チャップリンは船上で再入国許可取り消しの知らせを受け取り、アメリカとの関係を断ち切ることに決めた。
あの不幸な国に再入国できるかどうかは、ほとんど問題ではなかった。できることなら答えてやりたかった―あんな憎しみに充ちた雰囲気からは、一刻でも早く解放されればされるほどうれしいことはない。アメリカから受けた侮辱と、もったいぶったその道徳面には飽き飽きだし、もうこの問題にはこりごりだ、と。
チャップリンの全財産はアメリカに残っており、合衆国政府に何らかの口実で没収されることを恐れたため、政府の決定について否定的なコメントをするのは避けた。この事件はセンセーショナルに報道されたが、チャップリンと『ライムライト』はヨーロッパで温かく受け入れられた。アメリカではチャップリンに対する敵意が続き、『ライムライト』はいくつかの肯定的なレビューを受けたものの、大規模なボイコットにさらされた。マーランドは、チャップリンの人気の「前例のない」レベルの低下は、「アメリカのスターダムの歴史の中で最も劇的かもしれない」と述べている。

### ヨーロッパ時代：1953年 - 1977年

#### スイス移住と『ニューヨークの王様』
チャップリンは再入国許可が取り消されたあと、アメリカに戻ろうとはせず、代わりにウーナをロサンゼルスに送って、財産をヨーロッパに持ち出すという問題を解決させた。チャップリン一家はスイスに移住することに決め、1953年1月にレマン湖の近くにある村コルシエ＝シュル＝ヴヴェイにある、広さ14ヘクタールの邸宅マノワール・ド・バンに居を定めた。同年3月にビバリーヒルズにある家とスタジオは売りに出され、4月にアメリカへの再入国許可証を放棄した。1955年にはユナイテッド・アーティスツの残りの株式を売却し、アメリカとの最後の仕事上の関係を断ち切った。
1950年代もチャップリンは、世界平和評議会から国際平和賞を受賞したり、周恩来やニキータ・フルシチョフと会談したりするなど、物議を醸す人物であり続けた。1954年にはヨーロッパでの最初の作品となる『ニューヨークの王様』の脚本執筆を始めた。チャップリンは国を追われてアメリカに亡命した国王を演じ、自身が最近経験したことのいくつかを脚本に取り入れた。チャップリンの息子のマイケルは、両親がFBIの標的にされた少年役にキャスティングされ、チャップリンが演じた国王は共産主義の告発に直面するという設定だった。また、チャップリンは非米活動委員会をパロディ化し、アメリカの消費主義やワイドスクリーン映画なども攻撃した。劇作家のジョン・オズボーンは、それを「チャップリンの映画の中で最も辛辣」で「公然たる個人的映画」と呼んだ。1957年のインタビューで、チャップリンは自身の政治的姿勢について「政治に関しては、私はアナーキストだよ。政府や規則、束縛は嫌いだ…人間は自由であるべきだ」と発言した。
チャップリンは『ニューヨークの王様』を作るために新しい製作会社アッティカを設立し、ロンドン郊外にあるシェパートン撮影所をスタジオに借用した。チャップリンは今まで自分のスタジオで気心の知れたスタッフと映画を作っていたため、仲間がほとんどおらず、スケジュールにも縛られたイギリスでの撮影は困難な仕事となった。それは映画の完成度に大きな影響を及ぼした。作品は1957年9月にロンドンで初公開され、さまざまな評価を受けたが、ヨーロッパではヒットした。チャップリンはパリでの初公開時にアメリカの記者を追い出し、1973年までアメリカで上映しなかった。

#### 最後の作品と晩年

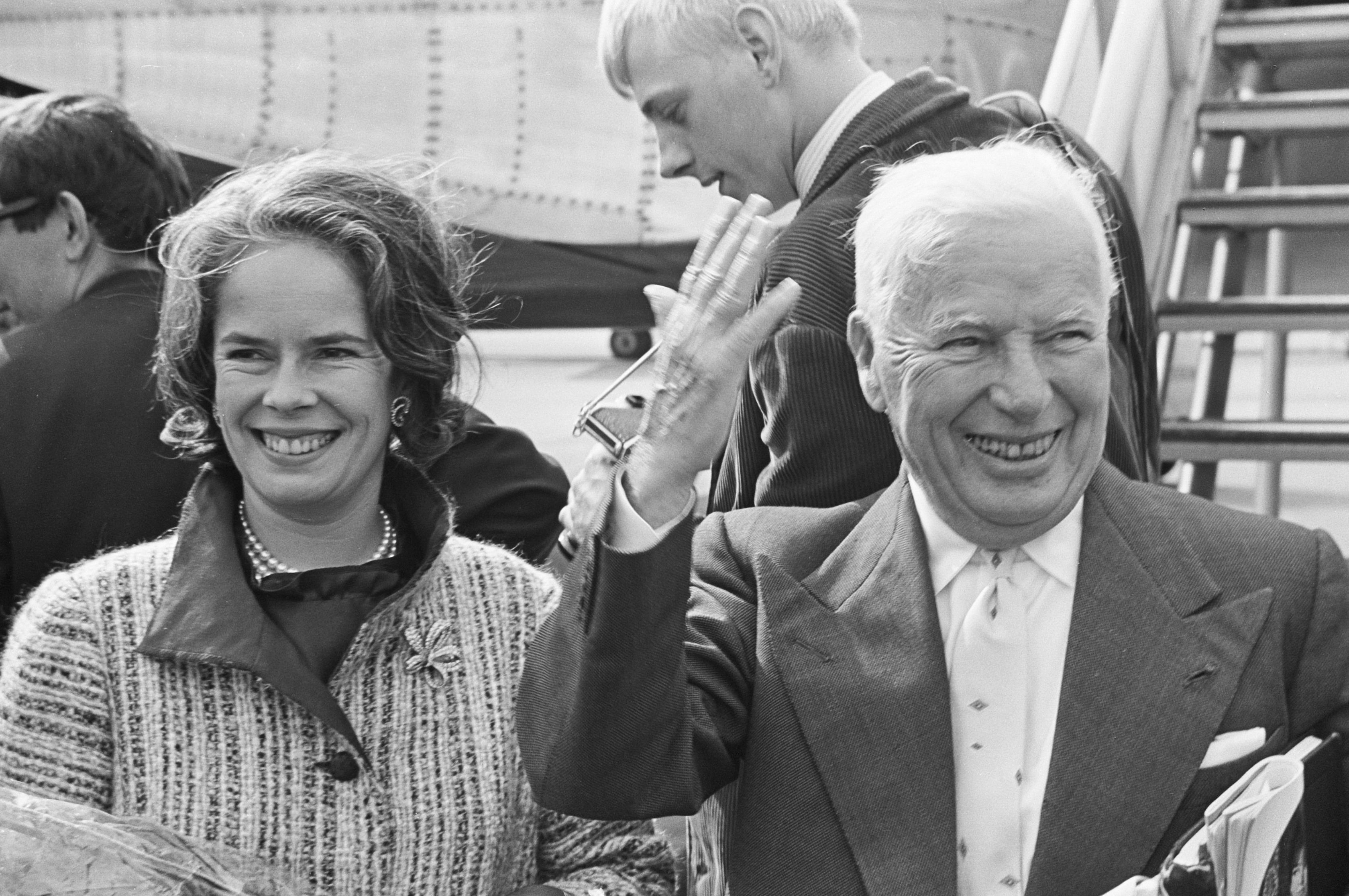
チャップリンと妻のウーナ・オニール（1965年）。

チャップリンはキャリアの最後の20年間で、過去の作品の所有権と配給権を確保し、それらを再公開するために音楽を付けて再編集することに精力を傾けた。その最初の仕事として、チャップリンは『犬の生活』『担へ銃』『偽牧師』の3本をまとめて、1959年に『チャップリン・レヴュー』として再公開した。この頃のアメリカでは政治的な雰囲気が変わり始め、世間の注目はチャップリンの政治的問題ではなく、再びチャップリン映画に向けられた。1962年7月にニューヨーク・タイムズは、「いまだ忘れられていない小さな放浪者がアメリカの港に上陸するのを許したところで、この国が危険にさらされるとは思えない」と社説で述べた。1963年11月にはニューヨークのプラザシアターで、『殺人狂時代』『ライムライト』を含むチャップリン映画の回顧上映が1年かけて行われ、アメリカの批評家から高い評価を受けた。1964年9月、チャップリンは7年前から執筆していた『チャップリン自伝』を刊行した。この自伝は初期の人生と私生活に焦点を当てており、映画のキャリアに関する情報が不足していると指摘されたが、世界的なベストセラーとなった。
チャップリンは自伝の出版直後、1930年代にポーレット・ゴダードのために書いた脚本に基づくロマンティック・コメディ『伯爵夫人』の製作を始めた。物語は豪華客船を舞台とし、マーロン・ブランドが乗客のアメリカ大使、ソフィア・ローレンが彼の部屋に隠れる密航者を演じた。チャップリンが国際的な大スターを起用したのはこれが初めてで、自身はちょい役で出演するにとどめ、監督に徹した。また、この作品ではチャプリン映画として初めてカラーフィルムとワイドスクリーンを導入した。作品は1967年1月にユニバーサル・ピクチャーズの配給で公開されたが、否定的な批評が多く、興行的にも失敗した。チャップリンは自身最後の映画となったこの作品の否定的反応に深く傷ついた。
1960年代後半、チャップリンは軽微な脳卒中を起こし、そこからチャップリンの健康状態はゆっくりと低下し始めた。それでも創作意欲が衰えることはなく、すぐに新しい映画の脚本『フリーク』に取りかかった。これは翼が生えた少女が主人公のドラマ仕立てのコメディで、娘のヴィクトリアを主演に想定していた。しかし、チャップリンの健康状態の低下は映画化の実現を妨げた。1970年代初頭、チャップリンは『キッド』『サーカス』などの自作を再公開することに専念した。チャップリン映画を配給するためにブラック社が設立され、「ビバ・チャップリン」と題したリバイバル上映が各国で行われたが、これは日本だけの収益で元が取れた。

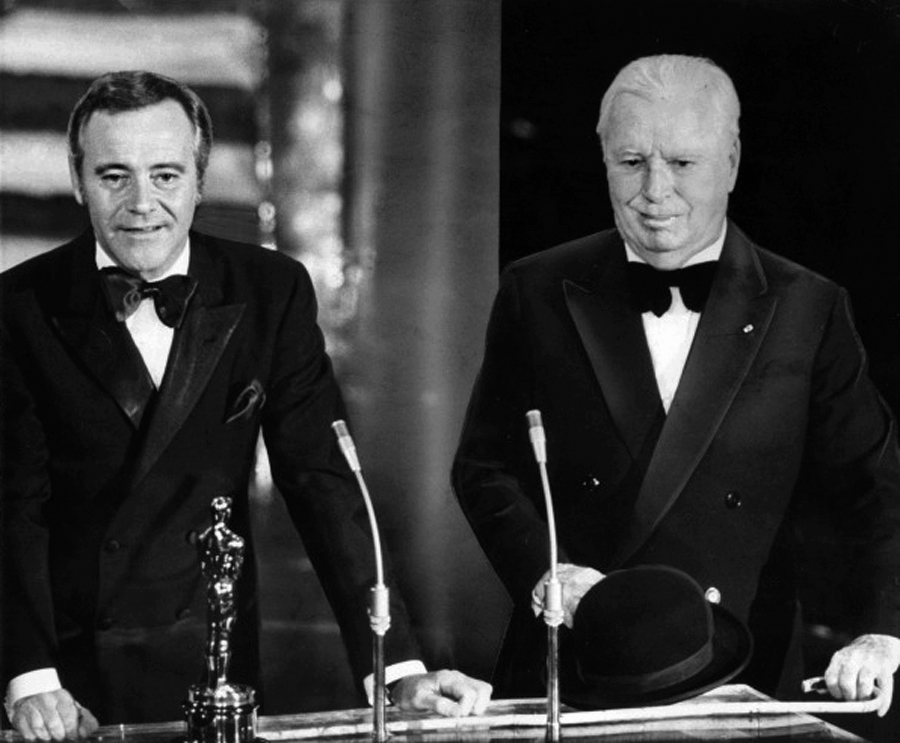
1972年のアカデミー賞授賞式で名誉賞を受賞したチャップリン（右）。左はプレゼンターのジャック・レモン。

1970年代、チャップリンはカンヌ国際映画祭特別賞やレジオンドヌール勲章など、その業績に対してさまざまな栄誉を受けるようになった。1972年に映画芸術科学アカデミーは、チャップリンにアカデミー名誉賞を授与することに決めた。ロビンソンは、これで「アメリカも償いをする気になった」と述べている。最初チャップリンはこれを受けるのをためらったが、20年ぶりにアメリカに戻ることを決心した。授賞式では、同賞の歴史の中で最長となる12分間のスタンディングオベーションを受け、チャップリンは「今世紀が生んだ芸術である映画の製作における計り知れない功績」を理由に名誉賞を受け取った。チャップリンはその2年後に著した『映画のなかのわが人生』の中で、授賞式について「私はその温かな意思表示に感動したが、あの出来事にはなにがしかのアイロニーがあった」と述べている。
チャップリンはまだ新しい映画のための企画を考えており、1974年には「アイデアが次々と頭の中に飛び込んでくるから」引退することはできないと語っていたが、1970年代半ばまでにチャップリンの健康状態はさらに低下した。チャップリンは数回の脳卒中を起こし、やがて歩くこともできなくなった。チャップリンの最後の仕事は、1976年に『巴里の女性』を再公開するためにスコアを付けて再編集する作業だった。1975年にはチャップリンの人生についてのドキュメンタリー『放浪紳士チャーリー』に出演した。同年3月4日、イギリス女王エリザベス2世よりナイトの称号を与えられた。授与式には車椅子姿で登場し、座ったまま栄誉を受け取った。

#### 死去

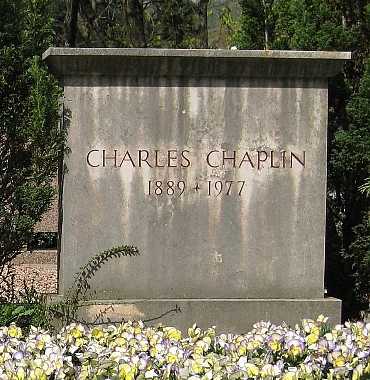
スイスのコルシエ＝シュル＝ヴヴェイにあるチャップリンの墓。

1977年10月15日、チャップリンはスイスに居住してからの恒例行事だったヴヴェイのニー・サーカスの見物に出かけたが、それがチャップリンの最後の外出となった。それ以降は絶えず看護が必要となるほど健康状態が悪化した。12月25日のクリスマスの早朝、チャップリンは自宅で睡眠中に脳卒中のため88歳で亡くなった。その2日後にヴヴェイのアングリカン・チャーチの教会で、チャップリンの生前の希望による内輪の質素な葬儀が行われ、棺はコルシエ＝シュル＝ヴヴェイの墓地に埋葬された。チャップリンが亡くなったあと、世界中の映画人が賛辞の言葉を寄せた。フランスのルネ・クレール監督は「彼は国と時代を超えた、映画の記念碑的存在だった。彼は文字どおりすべてのフィルムメーカーの励みだった」と述べた。俳優のボブ・ホープは「私たちは、彼と同じ時代に生きることができて幸運だった」と述べた。
1978年3月1日、チャップリンの棺は移民の失業者であるポーランド人のロマン・ヴォルダスとブルガリア人のガンチョ・ガネフにより掘り起こされ、墓から盗み出された。二人は自動車修理工場の開業資金を手に入れるために棺を盗み、ウーナに60万スイス・フランの身代金を要求したが、大規模な警察の作戦により逮捕された。5月、チャップリンの棺は墓地に近いノヴィーユ村の麦畑に埋められている状態で発見され、再発防止のため鉄筋コンクリートで周りを固めて同じ墓地に埋め戻された。

## 作風

### 影響
最初にチャップリンに影響を与えたのは、芸人である母のハンナだった。ハンナはよく窓際に座って通行人の真似をして、幼少期のチャップリンを楽しませた。これを通してチャップリンは、手ぶりや表情で自分の感情を表現する方法と、人間を観察して掘り下げる方法を学んだ。チャップリンはミュージック・ホールの舞台で活動し始めた頃、ダン・リーノなどのコメディアンの芸を間近で見て学んだ。フレッド・カーノー劇団で過ごした日々は、俳優及び監督としてのチャップリンのキャリア形成に影響を与えた。チャップリンはカーノーからギャグのテンポを変えることや、ドタバタにペーソスを混ぜることを学んだ。映画業界からは、フランスの喜劇俳優マックス・ランデーの影響を受けており、チャップリンは彼の作品を賞賛した。小さな放浪者の扮装とキャラクターは、浮浪者のキャラクターがよく演じられていたアメリカのヴォードヴィルの舞台に触発されたと考えられている。

### 製作方法

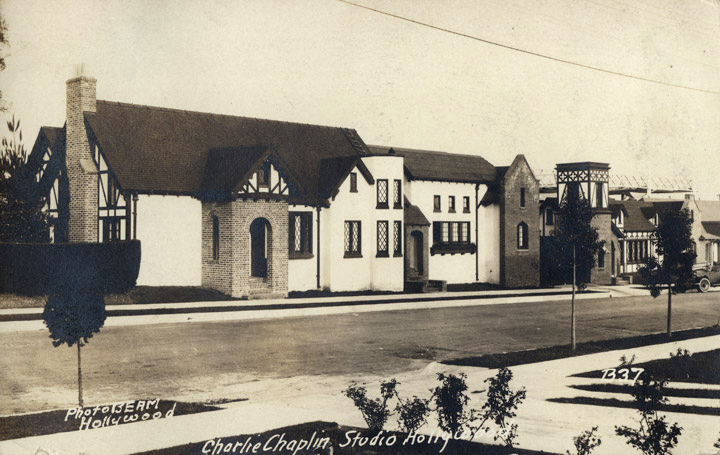
チャップリン・スタジオ（1922年）。1918年から1952年までのチャップリン映画はすべてここで作られた。

チャップリンは自分の映画の製作方法についてほとんど話そうとはせず、もし作り方がわかってしまえば「魔法はすっかり消し飛んでしまう」と主張した。また、1918年にチャップリンは業界のスパイが記者に化けて製作会議を盗み聞きしたという事件に遭遇し、それ以来映画製作において秘密主義を貫き、スタジオの訪問も禁じていた。そのためチャップリンの生涯を通じて、その製作方法が知られることはほとんどなかったが、没後に映画史家のケヴィン・ブラウンローとデイヴィッド・ギルによる研究が行われ、その調査結果が3部構成のテレビドキュメンタリー『知られざるチャップリン』（1983年）の中で紹介されて以来、チャップリンのユニークな製作方法が明らかになった。
チャップリンは『独裁者』で会話付きの映画を作り始めるまで、決定稿の脚本を用意してから撮影を始めることがほとんどなかった。初期作品の多くは「小さな放浪者が保養所に入る」や「小さな放浪者が質屋で働く」などの漠然としたアイデアから出発し、そこからセットを組み立て、俳優と協力してギャグを即興で作りながら、それぞれのシークエンスを順序通りに撮影した。チャップリンは頭の中にあるアイデアをもとに、何度も撮り直しを行い、アイデアの破棄や変更を繰り返しながらストーリーを構築した。そのためすでに完成したシーンがストーリーと矛盾していれば撮影し直す必要が生じた。『巴里の女性』以後は、準備されたプロットから撮影を始めたが、デイヴィッド・ロビンソンによると、『モダン・タイムス』までの作品は「ストーリーが最終的に出来上がるまでに、アイデアは多くの変更と修正を経た」という。
この方法で映画を作るということは、チャップリンが当時の他の映画監督よりも、映画を完成させるのにより長い時間を要したということを意味した。チャップリンはアイデアが行き詰ると、インスピレーションを取り戻すまでスタジオを離れて撮影を休み、それが何日間も続くこともあった。チャップリンの厳格な完璧主義は、撮影をさらに遅らせた。友人のアイバー・モンタギューによると、チャップリンにとって「完璧以外に正しいものはない」という。チャップリンは完璧な映像を作るため、同じシーンを何十回でも撮り直し、そのために膨大な長さのフィルムを使用したが、どれだけの費用と時間をかけても満足するシーンでなければ、何千フィートもの撮影フィルムをカットした。『キッド』は完成作品が約5300フィートなのに対し、総撮影量は約27万9000フィートに及んだ。
チャップリンは私生活が入り込む余地がないほど映画作りに没頭し、晩年でさえも、ほかのすべてのことや人よりも優先して仕事にすべてをささげた。そんなチャップリンは製作過程のすべてを自分でコントロールした。他の俳優が演じる役も、自分の解釈通りに演じることを求めた。チャップリンはすべての映画を自分で編集し、数万フィートに及ぶ撮影フィルムを処理して、自分が求める完全な作品を完成させた。こうした完全な独立性により、映画批評家のアンドリュー・サリスは、チャップリンを最初の作家主義的監督のひとりと見なした。しかし、チャップリンには長年のカメラマンであるローランド・トザロー、マネージャーを務めたシドニー・チャップリン、常連俳優で助手のヘンリー・バーグマン、助監督のハリー・クロッカーやチャールズ・ライスナーなどの協力者がおり、その助けを借りながら映画作りを行った。

### スタイルとテーマ

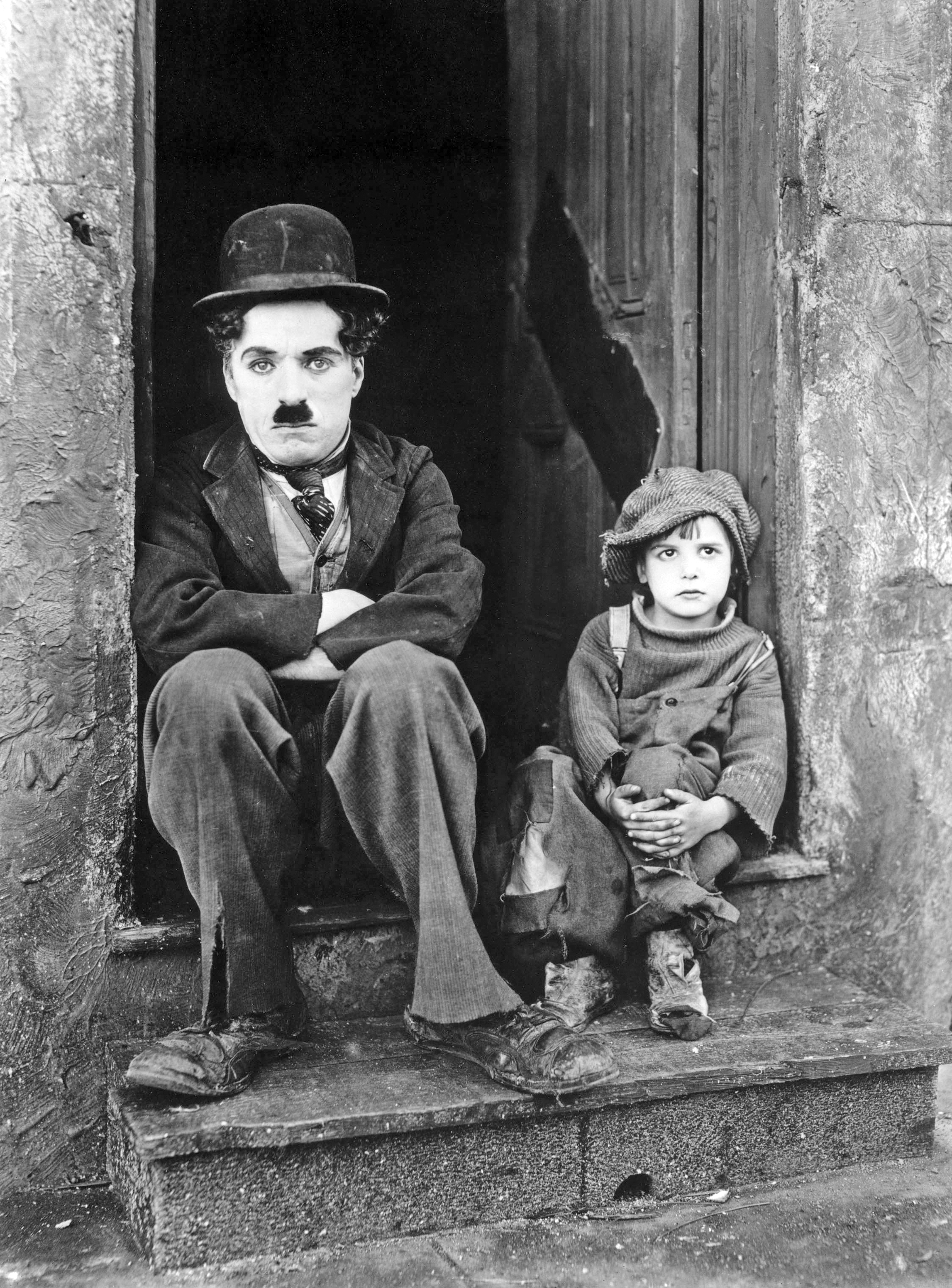
『キッド』（1921年）には、チャップリン映画の特徴的な作風であるドタバタ、ペーソス、社会批評が含まれている。

チャップリンのコメディ・スタイルは、スラップスティック（ドタバタ）と広く定義されているが、それは抑制された知的なものと見なされている。映画史家のフィリップ・ケンプは、そのスタイルを「巧みでバレエのようにフィジカルなコメディと、よく考えられたシチュエーション・コメディ」を組み合わせたものと考えている。チャップリンはギャグのテンポを遅くし、シーンからシーンへ素早く移動するのではなく、各シーンで可能な限りのギャグを使い尽くしてから次のシーンに移り、感情表現に重きを置く性格喜劇的なタッチにすることで、従来のスラップスティック・コメディとは異なるスタイルを見せた。ロビンソンは、チャップリンのギャグは滑稽な出来事自体からではなく、それに対するチャップリンの態度から生み出されていると指摘している。例えば、小さな放浪者が木にぶつかる時、ユーモアは衝突そのものではなく、反射的に帽子をとり木に向かって詫びることから起きている。チャップリンの伝記作家ダン・カミンは、チャップリンの他のコメディ・スタイルの重要な特徴として、「風変わりな癖」と「ドタバタの最中での真面目な行動」を指摘している。
チャップリンのサイレント映画は通常、小さな放浪者が貧困の中で生活し、しばしば悲惨な目にあうが、必死に努力して紳士として見られるように振舞う姿が描かれている。小さな放浪者はどんな困難に見舞われても、いつも親切で明るいままである。大野裕之は、小さな放浪者には「イノセントな性格」があると指摘している。小さな放浪者は権威的な存在に抵抗するが、大野はこうした特徴から、チャップリンを社会的弱者や大衆を象徴する存在と見なし、そのために大衆観客の共感を得たと指摘している。また、小さな放浪者は冒険や恋を夢見るが、現実で成就することはない。いくつかの作品では、小さな放浪者が再び夢を求めて放浪し続けるために、背を向けて一人で去って行く姿がラストシーンで描かれている。
ペーソスの導入は、チャップリン映画のよく知られた特徴である。大野は、チャプリン映画の特色を「笑いだけでなく涙の要素も入れた物語」と指摘している。ルービッシュは、チャップリン映画の感傷性を作る要素として「個人的な失敗、社会の狭窄、経済的損害」を特定している。『担へ銃』『黄金狂時代』などでは、悲劇的な状況を題材にコメディを作っている。このスタイルの原点となったのは、チャップリンが幼少時代に見た屠殺場から羊が逃げ出したエピソードである。チャップリンは羊が無茶苦茶に走り回り、通りが大騒ぎになる光景を見て笑ってばかりいたが、やがて羊が捕まり屠殺場に連れ戻されると、母に泣きながら「あの羊、みんな殺されるよ!」と訴えた。チャップリンはこのエピソードが喜劇と悲劇を結合する作風の基調になったと述べている。
社会批評は、チャップリン映画の特徴的なテーマである。チャップリンはキャリアの初期から社会的弱者を同情的に描き、貧しい人々の窮状を描いてきた。また、『チャップリンの移民』では移民、『チャップリンの勇敢』では麻薬中毒、『キッド』では非摘出子を描くなど、社会的に物議を醸す題材を扱うこともあった。その後、チャップリンは経済学に強い関心を持ち、その見解を公表する義務を感じるようになると、映画に明白な政治的メッセージを取り入れ始めた。『モダン・タイムス』では過酷な状況にある工場労働者を描き、『独裁者』ではヒトラーとムッソリーニをパロディ化し、ナショナリズムに反対する演説をラストシーンに挿入した。『殺人狂時代』では戦争と資本主義を批判し、『ニューヨークの王様』ではマッカーシズムを攻撃した。
チャップリン映画のいくつかには、自伝的要素が取り入れられている。『キッド』は幼少時代に孤児院に送られた時のトラウマを反映していると考えられている。『ライムライト』の主人公は舞台芸人だった両親の人生から多くの要素を取り入れており、『ニューヨークの王様』はアメリカを追放された経験が関係している。映画に登場するストーリート・シーンは、チャップリンが育ったロンドンのケニントンの街と類似している。チャップリンの伝記作家スティーヴン・M・ワイスマンは、チャップリンと精神病を患った母親との関係が、チャップリン映画に登場するヒロインと、彼女たちを救いたいという小さな放浪者の願望に反映されていると指摘している。
その他、チャップリンが晩年に製作を構想していた『フリーク』についてイタリアのチャップリン研究家チェチリア・チェンチャレーリは寛容がテーマであると述べている。また大野は1930年代中盤にチャップリンがバリ島を舞台にした長編映画『バリ』を構想していたこと、現存する二つのストーリーから現地の文化を深く学んでいたことを指摘し、多様な価値観を身に付けて作品に反映させ得たと述べている。
映画史家のジェラルド・マストは、チャップリン映画の構造に関して、密接に順序付けられたストーリーではなく、同じテーマと設定で結び付けられたスケッチで構成されていると見なしている。視覚的にはシンプルで、固定カメラで撮影されたシーンが多く、その映像は舞台上で演じているように見えた。『ライムライト』の美術監督ユージン・ルーリーによると、チャップリンは撮影時に芸術的な映像を作ることは考えず、カメラに俳優の演技を収めることを第一に考えていたという。チャップリンは自伝で「単純なアプローチ、それが結局いちばんよい…特別な技法はただ演出のスピード感をなくすだけで、退屈で、しかも不愉快である。カメラ操作はもっぱら俳優の動きを楽にするような演出に基づいて決定される…カメラがのさばり出してはいけない」と述べている。こうしたアプローチは、1940年代以降に時代遅れであると批判された。映画学者のドナルド・マカフリーは、それはチャップリンがメディアとしての映画を完全に理解していなかったことを示していると考えているが、カミンはチャップリンが「映画的なシーンを考案し、演出する才能」を持っていたら、スクリーン上で十分に笑わせることはできなかっただろうと述べている。

### 音楽

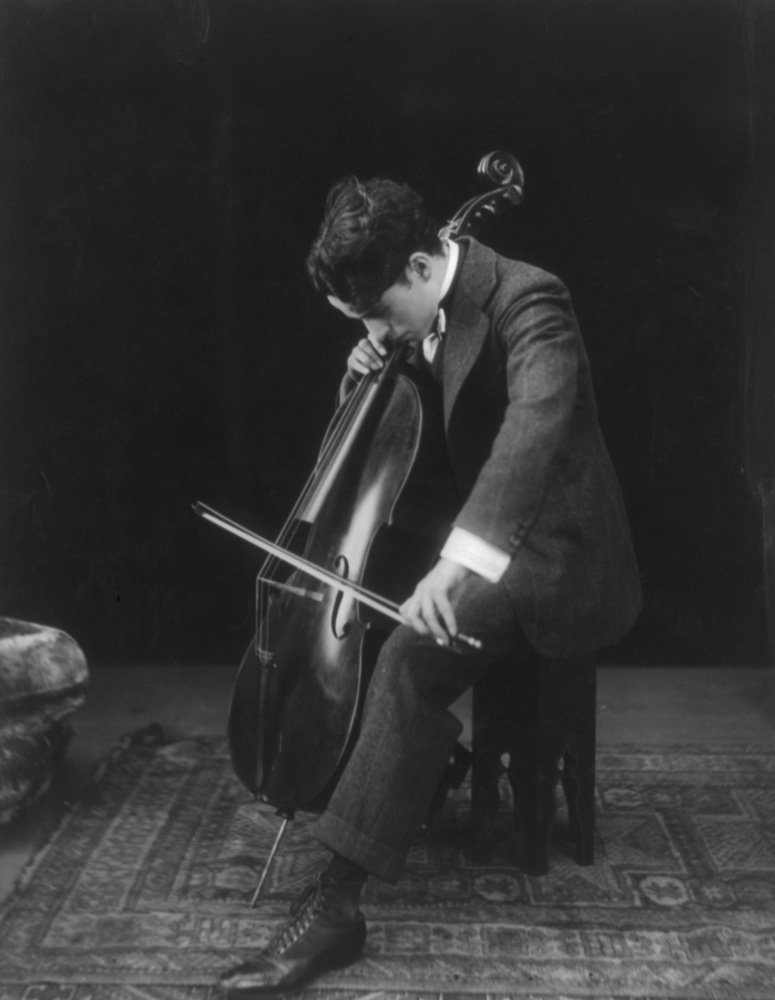
チェロを弾くチャップリン（1915年）。

チャップリンは子供の頃から音楽を学び、チェロやバイオリンを猛練習したり、ピアノで即興演奏をしたりした。1916年にはチャップリン音楽会社を設立し、自分で作曲した3つの曲を出版した。1925年にも自作の曲を2つ出版し、エイブ・ライマンのオーケストラでレコーディングした。そんなチャップリンはサイレント期から映画音楽の重要性を口にし、『キッド』以降は伴奏音楽を指示したキューシートを付けて配給した。トーキーが出現すると、チャップリンは『街の灯』からのすべての作品で、自ら映画音楽を作曲した。1950年代以降にいくつかのサイレント映画を再公開した時も、自分で作曲した伴奏音楽を付けている。
チャップリンは正式な音楽教育を受けていたわけではないため、楽譜を読むことができず、スコアを作る時はデイヴィッド・ラクシン、レイモンド・ラッシュ、エリック・ジェイムズなどのプロの作曲家の助けを必要とした。一部の批評家は、チャップリンの映画音楽の功績は一緒に働いた作曲家に与えられるべきだと主張したが、ラクシンはチャップリンの創造的な立場と作曲過程における大きな貢献を強調した。チャップリンの作曲は、思いついたメロディをピアノで弾いたりハミングしたりして、それを作曲家が譜面に書き取るという形で進められ、満足するメロディになるまで何度もやり直しをした。チャップリンは作曲家に自分が求めるものを正確に説明したが、その際に「ここはワーグナー風でいこう」というように、作曲家の名前を挙げて表現することが多かった。
チャップリンは自作曲から、3つの人気ナンバーを生み出した。『モダン・タイムス』のために作曲した「スマイル」は、1954年に作詞家のジョン・ターナーとジェフリー・パーソンズにより歌詞が付けられ、ナット・キング・コールの歌唱でヒットした。『ライムライト』のために作曲した「テリーのテーマ」は、ジミー・ヤングにより「エターナリー」のタイトルで広まった。そして『伯爵夫人』のために作曲し、ペトゥラ・クラークが歌った劇中歌「This Is My Song」は、イギリスのシングルチャートで1位を獲得した。また、チャップリンは1973年に再公開された『ライムライト』で、第45回アカデミー賞の作曲賞を受賞した。

## 評価と影響

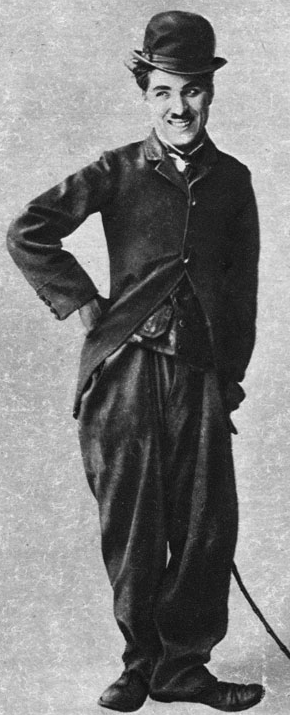
小さな放浪者に扮したチャップリン（1915年）。

1998年にアンドリュー・サリスは、チャップリンを「おそらく映画が生み出した最も重要な芸術家であり、間違いなく優れたパフォーマーであり、そしておそらく最も普遍的なアイコンである」と呼んだ。チャップリンは英国映画協会に「世界文化の中でそびえ立つ人物」と評され、タイム誌の「20世紀の最も影響力のある100人」のリストに「何百万人もの人々に笑いをもたらし」「多かれ少なかれ世界的な名声を作り、映画を芸術に変えるのを助けた」として選出された。1999年にアメリカン・フィルム・インスティチュートが発表した「映画スターベスト100」では、男優部門の10位に選ばれた。
チャップリンが演じた小さな放浪者のイメージは、文化史の一部となっている。サイモン・ルービッシュは、このキャラクターがチャップリンの映画を見たことがない人や、その映画が上映されていない地域でも認知されているとしている。映画批評家のレオナルド・モルティンは、チャップリンの世界的影響に匹敵するコメディアンはいないと主張した。映画批評家のリチャード・シッケルは、チャップリンの小さな放浪者の映画には、映画史上最も「説得力のある豊かなコメディ表現」があると述べている。キャラクターに関するメモラビリアは、オークションで高値で落札されている。2006年にロサンゼルスで行われたオークションでは、衣装のひとつである山高帽と竹のステッキが14万ドルで落札された。
映画監督として、チャップリンはパイオニアと見なされ、20世紀初頭の最も影響力のある監督のひとりと考えられている。また、チャップリンはしばしば最初の映画の芸術家のひとりと認められている。映画史家のマーク・カズンズは、チャップリンが「映画のイメージだけでなく、その社会学と文法も変えた」と指摘し、D・W・グリフィスがドラマの発展に貢献したのと同じくらいに、チャップリンがコメディの発展に重要な役割を果たしたと主張した。チャップリンは長編コメディを普及させ、コメディの動きのペースを遅くし、そこに哀愁と繊細さを加えた最初の人物だった。その作品はドタバタ劇に分類されているが、『巴里の女性』はエルンスト・ルビッチ監督の『結婚哲学』（1924年）に大きな影響を与え、ソフィスティケイテッド・コメディの創始に貢献した。ロビンソンによると、この作品でのチャップリンの革新的スタイルは、すぐに当たり前の映画技法になったという。チャップリンはユナイテッド・アーティスツの創設メンバーとして、映画産業の発展にも大きな役割を果たした。ジェラルド・マストは、この会社がMGMやパラマウントに匹敵する大企業にはならなかったが、監督が独自で映画を作るというアイデアは、時代を何年も先取っていたとしている。
チャップリンの影響を受けた映画監督には、フェデリコ・フェリーニ（チャップリンを「一種のアダム、私たちのルーツとなる存在」と呼んだ）、ジャック・タチ（「彼がいなかったら、私は映画を作ってはいなかった」と述べた）、ルネ・クレール、マイケル・パウエル、ビリー・ワイルダー、ヴィットリオ・デ・シーカ、リチャード・アッテンボロー がいる。ロシアの映画監督アンドレイ・タルコフスキーは、チャップリンを「疑いの余地なしに映画史を作った唯一の人物で、彼の映画は決して古くなることはない」と賞賛した。また、チャップリンは後続のコメディアンにも影響を与えた。マルセル・マルソーはチャップリンを見てパントマイム・アーティストを志し、インドの俳優ラージ・カプールは『放浪者』（1951年）などでチャップリンを元にした放浪者のキャラクターを演じた。マーク・カズンズは、イタリアの喜劇俳優トトがチャップリンのコメディ・スタイルの影響を受けていると指摘した。他の分野では、フィリックス・ザ・キャットやミッキーマウスなどの漫画のキャラクター、芸術運動のダダイスムに影響を与えた。

## レガシー

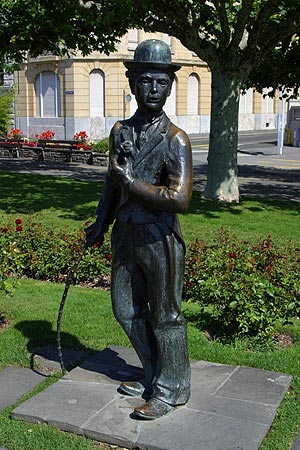
スイスのヴェヴェイにあるチャップリンの銅像。

チャップリンが晩年の25年間を過ごした、スイスのコルシエ＝シュル＝ヴヴェイにある邸宅マノワール・ド・バンは、チャップリンの生涯と作品を展示する博物館「チャップリン・ワールド」に改装され、2016年4月にオープンした。ヴヴェイの町はチャップリンに敬意を表して、1980年にその名前に因んだ庭園を開園し、2011年には二つのビルにチャップリンを描いた大きな壁画を発表した。ロンドンでは、1981年に彫刻家ジョン・ダブルディ作のチャップリンの銅像がレスター・スクウェアに設置された。ロンドンやハンプシャー、ヨークシャーには、チャップリンを記念する9つのブルー・プラークが設置されている。1960年代にチャップリンが家族と夏を過ごしたアイルランドのウォータービルでは、2011年からチャップリンの人生と仕事を称えるために「チャーリー・チャップリン・コメディ映画祭」を開催している。
また、1981年にソビエト連邦の天文学者リュドミーラ・カラチキナが発見した小惑星（3623） Chaplinは、チャップリンに因んで命名された（参照：小惑星の一覧 (3001-4000)）。1980年代にIBMは、小さな放浪者のキャラクターをパーソナルコンピュータの広告で使用した。2011年4月15日には、Googleがチャップリンの生誕122周年を祝してGoogle Doodleを作成し、多くの国のホームページに掲載した。六大陸にわたる多くの国では、チャップリンの記念切手が発行された。
チャップリンが遺した著作物や資料は、彼の子供たちがパリに設立したチャップリン・オフィス／チャップリン協会により管理されている。この事務所は、1918年以降のほとんどの映画の著作権を保有するRoy Export SASと、チャップリンとキャラクターの名前やイメージに対する商標権を保有するBubbles Incorporated SAを代表している。チャップリンの膨大な文書や写真などのアーカイブは、スイスのモントルー公文書館に保管されている。1990年代後半にイタリアのフィルム・アーカイヴのチネテカ・ディ・ボローニャは「チャップリン・プロジェクト」を立ち上げ、チャップリン映画を復元したり、膨大なアーカイブをスキャンしてオンラインで公開したりした。2002年には英国映画協会が「チャップリン研究財団」を設立し、2005年7月に最初の「チャールズ・チャップリン国際会議」をロンドンで開催した。

## チャップリンと日本

### 受容

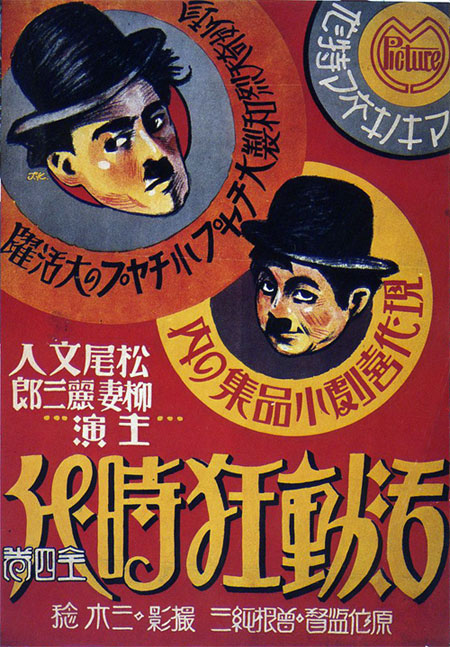
曾根純三監督の『活動狂時代』（1926年）では、柳妻麗三郎と松尾文人がチャップリンを真似る大道芸人を演じた。

チャップリンが日本の映画雑誌で初めて紹介されたのは、『キネマ・レコード』の1914年7月号である。その記事でチャップリンは、特異な扮装と滑稽な歩き方から「変凹君（へんぺこくん）」と名付けられていた。同年から日本でチャップリン映画が公開され、すぐに高い人気を集めるようになり、当時は酔いどれ役のイメージから「アルコール先生」という愛称で呼ばれた。1916年から出演作は『チャップリンの～』の邦題で封切られ、正月とお盆にはチャップリンを中心に短編喜劇を集めた「ニコニコ大会」という上映会が日本各地で始まり、人気を不動のものとした。また、チャップリン人気により「チャップリン大会」が各地で封切られ盛況を呈した。
その人気ぶりに注目した映画会社の日活は、1917年に同社としては破格の金額でミューチュアル社と契約を結び、チャップリン映画の日本興行権を獲得した。チャップリン映画を得意とする活動弁士も現れ、その中でも大蔵貢はチャップリンの扮装をして映画説明をしたことから「チャップリン弁士」と呼ばれた。
笑いと涙を融合したチャップリン映画は、日本の大衆観客から人情喜劇として高い支持を受けた。大野裕之は当時の封切チラシから、日本人がチャップリン映画の中に「情」や「悲しみ」の要素を多く見出していると指摘している。それと同時にチャップリン映画の芸術性の高さも指摘され、インテリ層からも芸術家として支持された。芥川龍之介は「チャツプリン其他」「チャプリン」などでチャップリンについて言及している。
キネマ旬報ベスト・テンでは、1924年に『巴里の女性』が「芸術的に最も優れた映画」の1位に選ばれ、その後も1926年に『黄金狂時代』が「外国映画ベスト・テン」の1位に選ばれた（戦後も1952年に『殺人狂時代』、1960年に『独裁者』がそれぞれ1位に選ばれている）。
しかし、1920年代に左翼運動が高まる時代に入ると、社会風刺の強いチャップリンのイメージは変化し、危険なコメディアンという扱いを受けるようにもなった。芥川龍之介はチャップリンを社会主義者と見なし、甘粕事件を引き合いに出して「もし社会主義者を迫害するとすれば、チヤプリンもまた迫害しなければなるまい。試みに某憲兵大尉の為にチヤプリンが殺されたことを想像して見給へ。（中略）苟も一たびフイルムの上に彼の姿を眺めたものは義憤を発せずにはゐられないであらう。」と述べている。
第二次世界大戦前に日本公開されたチャップリン映画は『モダン・タイムス』（1938年公開）が最後となり、『独裁者』は完成当時（1940年）に日独伊三国同盟を結んでいたため輸入されなかった（20年後の1960年に初公開されると大ヒットした）。
戦後間もなくサウンド版（1942年）の『黄金狂時代』が公開された。『殺人狂時代』は1952年に公開されて、上述のとおり「外国映画ベスト・テン」1位となり、翌1953年公開の『ライムライト』も同第2位と高い評価を得ている。1954年には『モダンタイムス』が再公開された。
1972年には東宝東和が「ビバ! チャップリン」と題したリバイバル上映を行い、若者を中心に高い支持を集めた。1970年代半ばに、NHKで「チャップリン小劇場」のタイトルで短編作品が連続して放映されて（ナレーションはフランキー堺）、視聴者の目に触れる機会となった。没後もリバイバル上映が行われ、2003年には日本ヘラルド映画により「Love Chaplin! チャップリン映画祭」と題して代表作12本が上映され、2012年には「チャップリン・ザ・ルーツ」と題して初期作品63本のデジタルリマスター版が上映された。2022年にも代表作の長編10本をデジタルリマスター版で上映する「フォーエバー・チャップリン　チャールズ・チャップリン映画祭」が催された。2006年には日本チャップリン協会が設立され、日本国内での上映会やシンポジウムなどの活動が行われている。
チャップリンは日本の作品や人物にも影響を与えている。チャップリンの模倣者や翻案作品は、大正時代から数多く登場している。その最初は『成金』（1921年）で、主演の中島好洋は自らを「日本チャップリン」と称した。日活の俳優の御子柴杜雄は、『娘やるなら学士様へ』『夢泥棒』（1926年）でチャップリンの扮装を真似した。『キッド』は野村芳亭監督の『地獄船』（1922年）で翻案されたのをはじめ、『小さき者の楽園』（1924年）や『父』（1929年）など多くの影響作品を生み、『街の灯』は木村錦花脚色で『蝙蝠の安さん』（1931年）として歌舞伎化された。宝塚少女歌劇ではチャップリンの扮装で登場する『チヤツプリンの空中旅行』（1931年6月花組公演。平井房人・宇津秀男 作、森完二 作曲）を上演した。喜劇映画監督の斎藤寅次郎は、チャップリンをパロディ化した『チャップリンよなぜ泣くか』（1932年）を作り、主演の小倉繁は「和製チャップリン」と呼ばれた。内田吐夢も、『舶来頓珍漢』においてチャップリンの扮装で主演した。また、漫画家の手塚治虫と赤塚不二夫、お笑い芸人の太田光は、チャップリン映画から影響を受けていることを明らかにしている。さらに、漫才師の日本チャップリン・梅廼家ウグイスや声優の茶風林、お笑い芸人のプッチャリンのように、チャップリンに因んだ芸名を付けた芸能人もいる。

### 日本人の使用人
チャップリンは自宅の使用人に、何人もの日本人を雇い入れていた。とくに知られているのが、1916年に運転手として雇われた高野虎市である。チャップリンは高野の誠実な仕事ぶりを評価し、やがて運転手だけでなく経理を含めた個人秘書の役割も任せるようになった。高野に厚い信頼を寄せたチャップリンは、彼の仕事ぶりから日本人の使用人を好むようになり、何人もの日本人を次々に雇い入れた。例えば、ハワイ出身の日系二世のフランク・ヨネモリやヒロサワ、運転手のヤマモトである。1926年頃にはチャップリン家の使用人は全員日本人となり、当時の妻のリタ・グレイは「日本人のなかで暮らしているようだった」と回想している。1934年に高野はポーレット・ゴダードと衝突したため辞任し、フランク・ヨネモリが秘書に昇格した。しかし、1941年12月の真珠湾攻撃でアメリカが第二次世界大戦に参戦すると、日本人の使用人は強制収容所に収容された。そのためチャップリンは新たにイギリス人の使用人を雇い入れたが、日本人の迅速で能率的な仕事ぶりに慣れていたため、イギリス人の仕事ぶりはうんざりするほどのろく感じたという。

### 4度の訪日
チャップリンは小泉八雲の書物を読んで以来、日本に興味を持ち、生涯で4回訪日した。初訪日は1932年5月であるが、この時にチャップリンは犬養毅首相が暗殺された五・一五事件に遭遇した。首謀者の海軍青年将校は、当初チャップリンの暗殺も計画していた。来日前の4月に青年将校は、チャップリンの入京翌日に首相官邸で歓迎会が行われることを新聞報道で知り、その歓迎会を襲撃する計画を立てた。首謀者のひとりの古賀清志は、歓迎会を襲撃すれば「日米関係を困難にして人心の動揺をおこし、その後の革命進展を速やかにすることができる」と裁判で証言している。彼らは5月15日を決行日にしたが、チャップリンが滞在先のシンガポールで熱病に罹り、少なくとも5月16日以降に日本に到着することが判明したため、チャップリンを襲撃する計画は流れた。ところが、チャップリンは予定よりも早い5月14日に到着することになり、再び暗殺の標的に自ら飛び込む危険が生まれた。
5月14日、チャップリンはシドニー夫妻と神戸港に到着し、数万人の人々に出迎えられた。NHKは、チャップリン上陸の様子をラジオで実況中継した。一行は東京に向かったが、東京駅では4万人もの群衆が押し寄せ、翌日に東京日日新聞はその混乱ぶりを「関東大震災当時の避難民の喧騒と怒号」のようだと報じた。チャップリンは宿泊先の帝国ホテルに向かう途中、同行した高野に頼まれて皇居に遥拝した。これは軍国主義が台頭していた日本で、チャップリンの身の安全を守るために高野が考えた演出だった。翌5月15日、チャップリンは当日に行われる首相官邸での歓迎会に出席することを承諾したが、突然予定を延期して首相の息子の犬養健を伴い両国国技館での相撲見物に出かけた。その夕方に首相は首相官邸で暗殺され、チャップリンは事なきを得た。チャップリンは5月17日に首相官邸を弔問に訪れ、翌18日の首相の葬儀には弔電を送っている。チャップリンは身の危険を感じて帰国することも考えたが、結局6月2日まで日本に滞在した。日本の伝統文化を好んだチャップリンは、歌舞伎（『茨木』『忠臣蔵』『箕輪の心中』）や人形浄瑠璃などの古典芸能を鑑賞したり、上野の美術館で浮世絵を楽しんだりして過ごした）。歌舞伎座で初代中村吉右衛門と対面、また新橋演舞場では曾我廼家五郎と対面し「東西喜劇王の対面」と報じられた。他にも、堀越宗円の茶の湯を見学したり大藏流狂言を見物したりと、様々な伝統文化に触れている。6月1日には東京市長・永田秀次郎の案内で星岡茶寮を訪れ、日本料理を楽しんだ。北大路魯山人はこのときチャップリンが描いた富士山とドタ靴の席画を絶賛している。チャップリンは日本滞在中に何度も天ぷらを食し、一度に海老の天ぷらを30本も平らげたため、新聞では「天ぷら男」とあだ名された。また「刑務所を見ればその国のことが分かる」との持論から小菅刑務所を見学した。離日当日の6月2日には、斎藤実新首相と官邸で面会している。チャップリンは初訪日の感想について、自伝で「もちろん日本の思い出が、すべて怪事件と不安ばかりだったわけではない。むしろ全体としては、非常に楽しかったと言ってよい」と述べている。なお、永井荷風は日記「断腸亭日乗」に神代種亮から聞いた話としてチャップリンが銀座の女給と昵懇となったとの風聞を記述している。なお、チャップリンが五・一五事件で標的になったことが、後日アメリカの新聞で報道された。
1936年3月6日、チャップリンはゴダードとアジア旅行の途中、乗船したクーリッジ号が神戸港に停泊した一日半を利用して再訪日した。このときは円タクで神戸を周遊し湊川公園にも立ち寄った。神戸港の船上では淀川長治と面会している。その後、2ヶ月半ほどアジア諸国を旅行したあと、5月16日に三度目の訪日を果たし、銀座や京都を観光したり、岐阜の長良川の鵜飼を見物したりして6日間滞在した。チャップリンは、鵜飼を観覧して「ワンダフル！」を連呼し、鵜匠を「アーティスト」と呼んだとも伝えられている。また、この来日時、七代目松本幸四郎と対面している。
1961年7月にはウーナと息子のマイケルを連れて、最後の訪日を果たした。美しい日本の姿を求めていたチャップリンは、高度経済成長で近代化された東京の風景に失望し、再び長良川の鵜飼を鑑賞した時も、その大きく変化した光景に落胆した。しかし、京都を訪れると、古き良き日本の風景が残っているのを見て安心し、宿泊先から雨が降る東山の景色を見て「浮世絵のようだ」と感嘆したり、龍安寺ではお茶を点てる女性の動きを見て「まるでバレエだ」と発言するなどして楽しんだ。京都見物の途中に銭湯に急遽立ち寄った時には、居合わせた人々にビールを振舞った。南座では人形浄瑠璃の4世吉田文五郎と面会した。また記者会見で、前年日本で『独裁者』がヒットしたのに続いてヒトラーのドキュメンタリー映画が何本も公開されたことでヒトラーブームが起きていることについてコメントを求められ、これに対して「記録映像には毒が残っているのです」と答えた。

## フィルモグラフィー
チャップリンが出演・監督した公式映画は82本存在するが、それ以外にも未完成及び未公開の作品、再編集して公開された作品、カメオ出演した他監督の作品がある。2020年時点でアメリカ国立フィルム登録簿には、『ヴェニスの子供自動車競走』（1914年）、『チャップリンの移民』（1917年）、『キッド』（1921年）、『黄金狂時代』（1925年）、『街の灯』（1931年）、『モダン・タイムス』（1936年）、『独裁者』（1940年）の7本の公式映画と、カメオ出演したキング・ヴィダー監督の『活動役者』（1928年）が登録されている。
監督した長編映画
- キッド（1921年）
- 偽牧師（1923年）[540]
- 巴里の女性（1923年）
- 黄金狂時代（1925年）
- サーカス（1928年）
- 街の灯（1931年）
- モダン・タイムス（1936年）
- 独裁者（1940年）
- 殺人狂時代（1947年）
- ライムライト（1952年）
- ニューヨークの王様（1957年）
- 伯爵夫人（1967年）

## 受賞

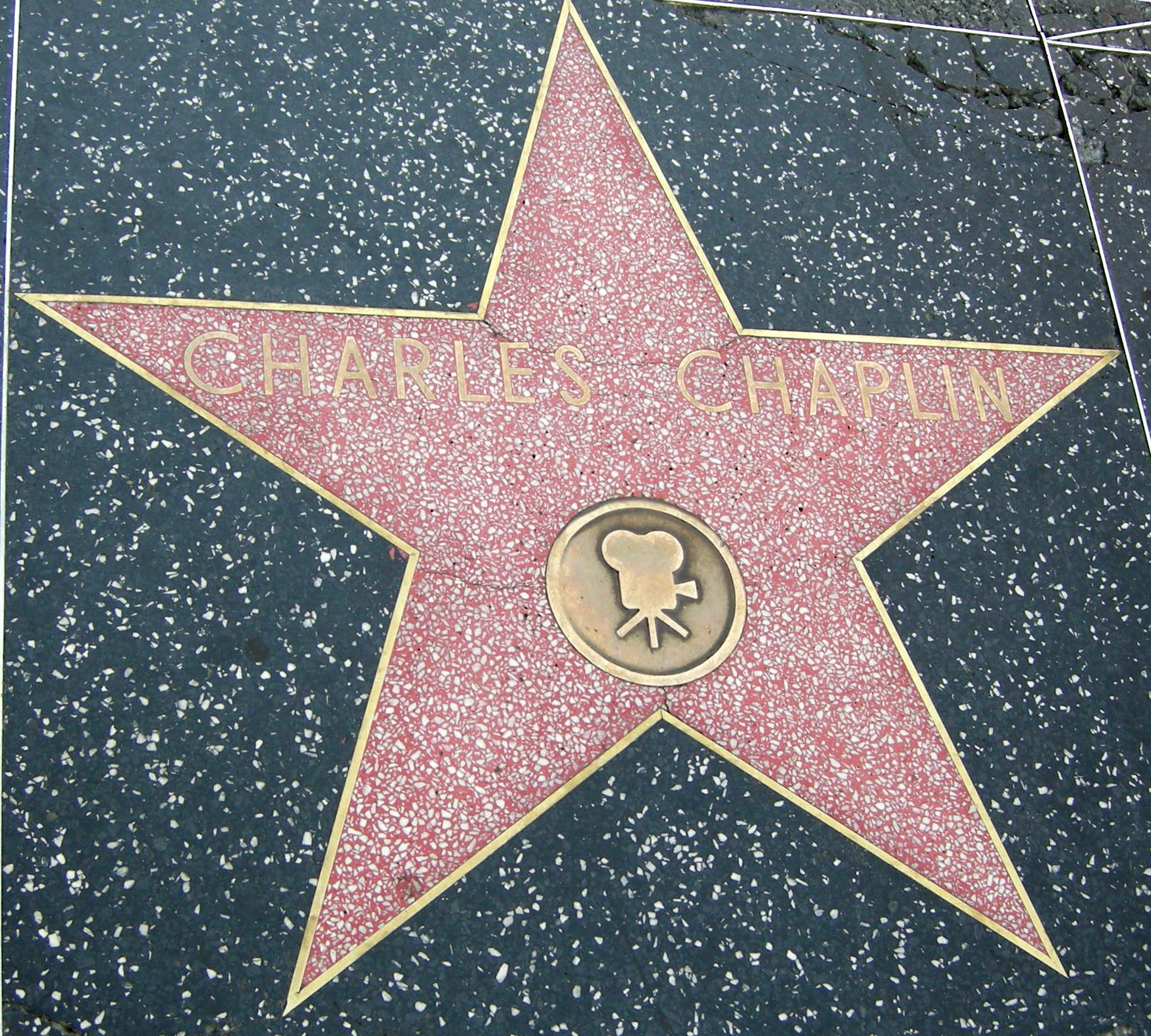
ハリウッド・ウォーク・オブ・フェームにあるチャップリンの星。

チャップリンは生涯に多くの賞と栄誉を受けた。1931年にフランス政府からレジオンドヌール勲章のシュバリエの称号を授けられた。1962年にオックスフォード大学とダラム大学から名誉博士号を与えられ、1965年にはイングマール・ベルイマンとともにエラスムス賞を受賞した。1971年にはフランス政府からレジオンドヌール勲章のコマンドゥールの称号を授けられ、1975年にはエリザベス2世から大英帝国勲章のナイト・コマンダー（KBE）の称号を与えられた。映画業界からは、1957年に映画芸術への顕著な貢献に対してジョージ・イーストマン賞を受賞し、1971年の第25回カンヌ国際映画祭ではチャップリンの全作品に対して特別賞を贈られ、1972年のヴェネツィア国際映画祭では栄誉金獅子賞を受賞した。同年にリンカーン・センター映画協会から生涯功労賞を受賞し、同賞はそれ以来「チャップリン賞」の名称で毎年映画人に贈られている。また、1972年にハリウッド・ウォーク・オブ・フェームで星を獲得したが、それまではチャップリンの政治的問題のために除外されていた。
以下の表は、チャップリンが受賞した、もしくはノミネートされた映画賞（作品自体に与えられた賞を含む）の一覧である。
| 賞                                   | 年     | 部門                     | 作品名           | 結果       | 出典    |
| ------------------------------------ | ------ | ------------------------ | ---------------- | ---------- | ------- |
| アカデミー賞                         | 1929年 | 名誉賞                   | 『サーカス』     | 受賞       | [ 167 ] |
| アカデミー賞                         | 1941年 | 作品賞                   | 『独裁者』       | ノミネート | [ 229 ] |
| アカデミー賞                         | 1941年 | 主演男優賞               | 『独裁者』       | ノミネート | [ 229 ] |
| アカデミー賞                         | 1941年 | 脚本賞                   | 『独裁者』       | ノミネート | [ 229 ] |
| アカデミー賞                         | 1948年 | 脚本賞                   | 『殺人狂時代』   | ノミネート | [ 259 ] |
| アカデミー賞                         | 1972年 | 名誉賞                   | -                | 受賞       | [ 331 ] |
| アカデミー賞                         | 1973年 | 作曲賞                   | 『ライムライト』 | 受賞       | [ 416 ] |
| ニューヨーク映画批評家協会賞         | 1940年 | 主演男優賞（受賞を拒否） | 『独裁者』       | 受賞       | [ 547 ] |
| ニューヨーク映画批評家協会賞         | 1952年 | 監督賞                   | 『ライムライト』 | ノミネート | [ 548 ] |
| ニューヨーク映画批評家協会賞         | 1952年 | 主演男優賞               | 『ライムライト』 | ノミネート | [ 548 ] |
| ナショナル・ボード・オブ・レビュー賞 | 1940年 | 演技賞                   | 『独裁者』       | 受賞       | [ 548 ] |
| ナショナル・ボード・オブ・レビュー賞 | 1947年 | 作品賞                   | 『殺人狂時代』   | 受賞       | [ 549 ] |
| ボディル賞                           | 1949年 | アメリカ映画賞           | 『殺人狂時代』   | 受賞       | [ 550 ] |
| ボディル賞                           | 1959年 | 名誉賞                   | -                | 受賞       | [ 551 ] |
| ブルーリボン賞                       | 1952年 | 外国映画賞               | 『殺人狂時代』   | 受賞       | [ 552 ] |
| 英国アカデミー賞                     | 1953年 | 総合作品賞               | 『ライムライト』 | ノミネート | [ 553 ] |
| 英国アカデミー賞                     | 1976年 | フェローシップ賞         | -                | 受賞       | [ 554 ] |
| ナストロ・ダルジェント賞             | 1953年 | 外国監督賞               | 『ライムライト』 | 受賞       | [ 548 ] |
| 全米監督協会賞                       | 1974年 | 名誉終身会員賞           | -                | 受賞       | [ 555 ] |

## 家族

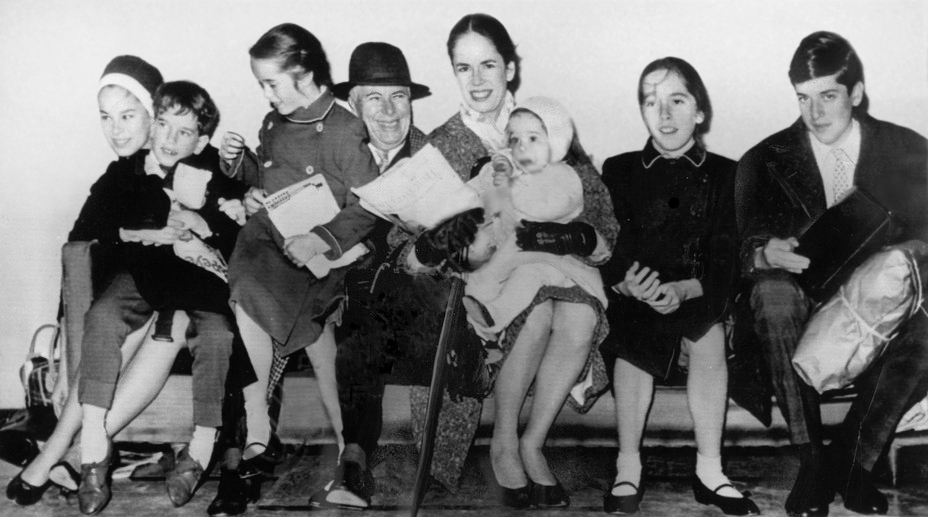
チャップリン（左から4番目）と4番目の妻ウーナ・オニール（チャップリンの右隣り）とその子供たち（左からジェラルディン、ユージン・アンソニー、ヴィクトリア、アネット、ジョゼフィン、マイケル）。

- 父：チャールズ・チャップリン・シニア（1863年 - 1901年、舞台俳優）
- 母：ハンナ・チャップリン（1865年 - 1928年、舞台女優）
- 異父兄：シドニー・チャップリン（1885年 - 1965年、俳優）
- 異父弟：ウィーラー・ドライデン（1892年 - 1957年、俳優）
- 最初の妻：ミルドレッド・ハリス（1901年 - 1944年、女優）
  - 長男：ノーマン・スペンサー・チャップリン（1919年、生後3日で死去）
- 2番目の妻：リタ・グレイ（1908年 - 1995年、女優）
  - 次男：チャールズ・チャップリン・ジュニア（1925年 - 1968年、俳優）
  - 三男：シドニー・アール・チャップリン（1926年 - 2009年、俳優）
- 3番目の妻：ポーレット・ゴダード（1910年 - 1990年、女優）
- 4番目の妻：ウーナ・オニール（1925年 - 1991年、ユージン・オニールの娘）
  - 長女：ジェラルディン・チャップリン（1944年 - 、女優）
    - 孫：ウーナ・チャップリン（1986年 - 、女優）

  - 四男：マイケル・チャップリン（英語版）（1946年3月7日 - 、俳優）
    - 孫：ドロレス・チャップリン（フランス語版）（1970年 - 、女優）
    - 孫：カルメン・チャップリン（1972年 - 、女優）

  - 次女：ジョゼフィン・チャップリン（英語版）（1949年 - 2023年、女優）
  - 三女：ヴィクトリア・チャップリン（英語版）（1951年 - 、女優）
    - 孫：ジェームス・ティエレ（英語版）（1974年 - 、俳優）

  - 五男：ユージン・アンソニー・チャップリン（英語版）（1953年 - 、レコーディング・エンジニア）
    - 孫：キエラ・チャップリン（英語版）（1982年 - 、モデル）

  - 四女：ジェーン・セシル・チャップリン（1957年 - ）
  - 五女：アネット・エミリー・チャップリン（1959年 - ）
  - 六男：クリストファー・チャップリン （英語版）（1962年 - 、作曲家・俳優）

## 日本におけるチャップリン作品の著作権
現行の著作権法（1970年〈昭和45年〉制定）では、映画の著作物は公表後70年が経過するまで著作権によって保護される。ただし、個人の著作名義で独創性のある映画（劇映画など）で、旧法による保護期間と比べて旧法による保護期間の方が長い映画の著作物は、旧著作権法による保護期間（著作者の死後38年）を優先して適用するとされる。
チャップリン映画の著作権を侵害しているとして保護期間が争われた事件で、2008年（平成20年）に東京地方裁判所は、旧法による保護期間を適用すべきとの判断を下した。チャップリン個人名義の9本の作品について、チャップリンが死去した1977年から38年の2015年までが旧法による保護期間となるとして、「独裁者」（1940年）までの7本の作品は、旧法による保護期間が公表後70年よりも長いのでこれを適用し、「殺人狂時代」（1947年）と「ライムライト」（1952年）は公表後70年の方（それぞれ2017年〈平成29年〉と2022年〈令和4年〉まで）が旧法の保護期間よりも長いのでそれによるべきとされた。
2009年（平成21年）、最高裁判所は被告の上告を棄却し、判決が確定した。

## チャップリンを題材にした作品

### 映画（実写）
- 『活動狂』（1928年、斎藤寅次郎監督） - チャップリンが忍術映画を見て、その真似をするという設定のドタバタ喜劇[560][561]。
- 『チャーリー』（1993年、リチャード・アッテンボロー監督） - チャップリンの生涯を描いた伝記映画で、ロバート・ダウニー・Jrがチャップリンを演じた[562]。
- 『ブロンドと柩の謎』（2001年、ピーター・ボグダノヴィッチ監督） - エディー・イザードがチャップリンを演じた[563]。
- 『ダンシング・チャップリン』（2011年、周防正行監督） - フランスの振付師ローラン・プティによる、チャップリンを題材にしたバレエの舞台を映像化した作品[564]。
- 『チャップリンからの贈りもの』（2014年、グザヴィエ・ボーヴォワ監督） - チャップリンの遺体が誘拐された実話をもとに、その犯人を主人公にしたフィクション作品[565]。
- 『Chaplin: Home, Sweet Home』（2014年、ジェイソン・アリン監督） - チャップリンのパフォーマーであるジェイソン・アリンの独演による短編映画[566][567]。

### 映画（アニメ）
- Charlie and the Windmill（1915）[568]
- Charlie and the Indians（1915）[569]
- Dreamy Dud Sees Charlie Chaplin（1915）[570]
- Charlie's White Elephant（1916）[571]
- How Charlie Captured the Kaiser（1918）[572]
- Over the Rhine with Charlie（1918）[573]
- Charlie in Turkey（1919）[574]
- Charlie Treats 'Em Rough（1919）[575]
- Charley Out West（1919）[576]
- Charley on the Farm （1919）[577]
- Charley at the Beach（1919）[578]

### テレビドラマ
- 『チャップリン暗殺計画　世界の喜劇王を救ったのは誰か？』（1980年、重延浩 他演出） - 1932年来日中のチャップリンに対する暗殺計画の騒ぎに巻き込まれた士官候補生、若き映画人らの奮闘ぶりを描く[579]。
- 『Young Charlie Chaplin』（1989年、Baz Taylor監督） - 若き日のチャップリンが貧苦の中で俳優として成功しようと苦闘する姿を描く。

### テレビアニメ
- 『Baggy Pants and the Nitwits』（1977年、NBC） - チャップリンの小さな放浪者の扮装をした擬人化猫を主人公とするアニメシリーズ。
- 『チャップリン＆CO（英語版）』（2011年、フランス3） - チャップリンの小さな放浪者が主人公のCGアニメーションシリーズ[580]。

### 舞台劇
- 『Chaplin, A Memory as Entertainment』（1981年発表・1993年初演） - チャップリンの半生を描くミュージカル。
- 『Limelight: The Story of Chaplin』（2006年発表・2010年初演、トーマス・ミーハン、クリストファー・カーティス作） - チャップリンの人生に基づくミュージカル[581]。2012年にブロードウェイで『Chaplin: The Musical』のタイトルで上演[582]。
- 『音楽劇　スマイル・オブ・チャップリン　SMILE of CHAPLIN』（2013年4月6日公演、大野裕之脚本・演出） - チャップリンに仕えた日本人秘書・高野虎市が語る歌を織り交ぜた3人芝居[583]。

### バレエ
- 『Mr.C』（演出・振付：モーリス・ベジャール）[584][585]

### 小説
- 『チャップリンを撃て』日下圭介著、講談社ノベルス、1986年9月、ISBN 4061812661。
- 『五月十五日のチャップリン』川田武著、光文社文庫、2005年5月、ISBN 433473880X。
- 『チャップリン謀殺計画』松田十刻著、原書房、1998年4月、ISBN 4562030801。
- 『チャップリン謀殺指令』松田十刻著、新人物往来社、2010年5月、ISBN 978-4404038517。上記『チャップリン謀殺計画』の改題、改稿。
- 『ライムライト』（『天切り松闇がたり』 第5巻）浅田次郎著、集英社、2016年8月、ISBN 978-4-08-745475-8[586]。
- 『チャップリン暗殺指令』土橋章宏著、文藝春秋、2017年6月、ISBN 978-4163906690。
- 『泣いてチャップリン』森毅著、幻冬舎メディアコンサルティング、2019年4月、ISBN 978-4344922396。

### グラフィックノベル
- 『The Führer and the Tramp』Sean McArdle・Jon Judyc著、2021年。ISBN 978-1954412064 - 歴史改変グラフィックノベル。チャップリンが『独裁者』の撮影中にヒトラー・ナチスと戦う物語。

### 絵画
- 『Charlie Chaplin』（マルク・シャガール）[587]
- 『Charlie Chaplin』（マルク・シャガール）[588] - 上記の同タイトル作品とは別作品。
- 『チャップリン』（岡本一平）[589]

### 漫画
- 『Charlie Chaplin's Comic Capers』ステュアート・カロザーズ[590]・エルジー・クリスラー・シーガー著、Chicago Herald、1915年 - 1917年
- 『Charlie Chaplin』Bertie Brown著[591]、英国の週刊漫画誌"Funny Wonder" に連載。Amalgamated Press、1915年 – 1944年。また、同誌は1926年チャップリンを表紙絵に使い始めた。[592]
- 『チャップリン』森田拳次著、講談社、1970年[593]
- 『チャップリン』パク・ヨナ文、クレパス絵、猪川なと訳、岩崎書店、2014年[594]
- 『喜劇王 チャップリン』藤波俊彦著、小学館小学8年生 2023年2月24日発売号[595]・春のパワーアップ号[596]

### 児童書
- 『Io e Charlie』Luca Tortolini著、Giacomo Garelli絵、2019年、ISBN 9788832070125[597][598][599]

### 歌謡曲・ポピュラー音楽
- 『Those Charlie Chaplin feet』作詞：エドガー・レスリー（英語版）、作曲：アーチー・ゴットラー（英語版）
- 『チャップリン』歌：羽衣歌子、作詞：不詳、作曲：マークラス[600]
- 『ハロウ！チャーリー』歌：藤田正夫、作詞：伊藤和夫、作曲：橋本国彦[601]
- 『孤独の放浪者』歌：徳山璉、作詞：伊藤和夫、作曲：橋本国彦[601]
- 『いらっしゃいチャップリン』歌：二村定一・永岡志津子、作詞：サトウハチロー、作曲：平岡均之[602]

### コマーシャル
- デューダのテレビCM（2014年） - 綾野剛が『独裁者』のラストシーンの演説の一部を語る[603]。

### ゲーム
- 『Charlie Chaplin,The Missing Pieces』 - パズルゲーム。B Df’rent Games発売[604]。

### モニュメント
- 『BIGMAN』 - 制作：西田和美、2002年[605]。神戸市新開地商店街の入り口に建てられた、チャップリンのシルエットをかたどったシンボルゲート[606]。

## その他チャップリンが登場する作品

### アニメ
- Felix in Hollywood（1923年）[607]
- 『バレエ・メカニック』（1924年、フェルナン・レジェ＆ダッドリー・マーフィー（英語版）監督） - 実験映画。キュビズム風にデザインされたアニメーションのチャップリンが映し出される[608][609][610]。
- 『サンタのオモチャ工房（英語版）』（1932年、ウィルフレッド・ジャクソン監督） - 『シリー・シンフォニー』シリーズの1作。チャップリンは、サンタクロースのオモチャ工房で作られる動く人形の一つとして登場する[611][612]。
- 『ミッキーの名優オンパレード（英語版）』（1933年、バート・ジレット監督） - ミッキーマウス主演の新作アニメがハリウッドのグローマンズ・チャイニーズ・シアターでプレミア上映され大勢の映画スターが鑑賞する。チャップリンも出席しステージ上でミッキーと握手を交わす[613][614]。
- 『ミッキーのポロゲーム』（1936年、デイヴィッド・ハンド監督） - ディズニーアニメのキャラクターチームとチャップリンを含む喜劇スターチームがポロの試合を繰り広げる[615]。

### 漫画
- 『赤狩り THE RED RAT IN HOLLYWOOD』（2017年 - 2021年 、山本おさむ作） - 第2章「ハリウッド・テン」vol.6「チャーリー」で赤狩り時代におけるチャップリンの受難が描かれる[616]。
- 『昭和天皇物語』（2017年 - 、能條純一作） - 第74話「宴の前日」でチャップリン初来日時の軍人等による襲撃の謀議やチャップリンの皇居遥拝などが描かれる[617]。

### コマーシャル
- 郵便局のテレビCM（1989年） - MMC貯金のテレビCM。チャップリンの放浪者のキャラクターがアニメーションで登場。当時、郵便局はキャンペーンにチャップリンの放浪者のキャラクターを使用していた[618]。
- 『ぎふ長良川の鵜飼』（2005年） -  （財）岐阜法人岐阜観光コンベンション協会による観光ポスター[619]。訪日時に鵜飼いを見物したチャップリンの写真が掲載されている[620]。
- 『夢見る人を、はじめる人に。』 - CAMPFIRE（キャンプファイヤー）の2019年テレビCM。のんとJason Allin（チャップリンのパフォーマー）演じるチャップリンが共演[621]。

### その他
- 『超時間対談』（1981年） - 様々な著名人同士の架空の対談のアンソロジー。チャップリンと虫明亜呂無との対談を収載[622]。

## ドキュメンタリー作品
- 『放浪紳士チャーリー』（1975年、リチャード・パターソン監督） - ヴヴェイの自宅で撮影されたシーンを含む[623]。
- 『知られざるチャップリン（英語版）（原題"Unknown Chaplin"）』（1982年、ケヴィン・ブラウンロー、デイヴィッド・ギル監督）[359]（外部リンクに、インターネットアーカイブに収録された当該作品へのリンクあり）
  - 『生誕１００年～知られざるチャップリン』（1989年）NHKスペシャル。上記『知られざるチャップリン』の一部を紹介。解説者として淀川長治、コメンテイターとして萩本欽一が出演[624]。
- 『おしゃべり人物伝』第27回「チャップリン」 ―笑わない喜劇の王様―（1984年）[625]
- 『The Tramp and the Dictator』（2002年、ケヴィン・ブラウンロー＆ミカエル・クロフト（ドイツ語版）監督）[626]
- 『チャーリー・チャップリン ライフ・アンド・アート』（2003年、リチャード・シッケル監督） - ウディ・アレンやジョニー・デップなどのインタビュー映像を含む[627]。
- 『Charlie Chaplin: The Forgotten Years』（2003年、フェリス・ゼノーニ監督）[628]
- 『Chaplin, la légende du siècle』（2014年、フレデリック・マーティン監督）- フランスのテレビドキュメンタリー[629]。
- 『Chaplin vs. Keaton – Duel of Legends』（2015年、サイモン・バックス監督）[630]チャップリンとバスター・キートンの個性と人生を比較対照しながら描いている。
  - 『喜劇王対決　チャップリンvsキートン』（2017年初放映）NHK-BS1。[631]上記作品の日本語訳追加版。
- 『Chaplin à Bali』（2017年、ラファエル・ミレー（フランス語版）監督） - フランス・シンガポール共同制作のドキュメンタリー。チャップリンのバリ島旅行を描く。
- 『Chaplin vs. the FBI』（2019年） - フランスのドキュメンタリー。日本ではNHKで『チャップリン対ＦＢＩ　赤狩りフーバーとの50年』のタイトルで同年に放映[632]。
- 『ヒトラーVSチャップリン 終わりなき闘い』（2022年、岩田真治監督） - 日本のテレビドキュメンタリー。NHK放送[633]。

## チャップリン作品を基にした作品

### 小説
- 『蝙蝠の安さん』（1931年、木村錦花作、読売新聞連載） - 『街の灯』の翻案[634]。
- 『ライムライト』（1974年、ロジェ・グルニエ作、谷亀利一訳、早川書房・ハヤカワNV文庫） - 映画『ライムライト』の内容を小説化したもの[635]。

### 映画
- 『蝙蝠の安さん』（1933年、秋山耕作監督） - 『街の灯』の翻案。[636]
- 『ただ君だけ』 - 『街の灯』をモチーフにして制作された映画。2011年公開。リメイク版として『オンリー・ユー 光を求めて（英語版）』（2014年、トルコ）、『きみの瞳が問いかけている』[637]（2020年、日本）がある。
- 『太秦ライムライト』（2014年、落合賢監督） - 『ライムライト』をモチーフにした作品。[638]

### 舞台
- 『蝙蝠の安さん』（1931年、2019年） - 『街の灯』を翻案した歌舞伎。2019年は大野裕之脚本考証、十代目松本幸四郎主演で再演された。[639][640]
- 『リズム』（2013年、大野裕之演出） - チャップリンが1938年に発表した短編小説『リズム』[641]を元に書き下ろした短編舞台。[642]
- 『ライムライト』（2015年、2019年、2024年荻田浩一演出、大野裕之脚本） - 『ライムライト』の舞台化。主演は石丸幹二。[643]

### 漫画・アニメ
- 『イヤミはひとり風の中』（1967年） - 『街の灯』の翻案作品。赤塚不二夫の漫画『おそ松くん』の1エピソード[644]。
  - 『イヤミはひとり風の中』（1990年） - OVA版[645]。
  - 『イヤミはひとり風の中』（2018年） - TVアニメ版。『おそ松さん』第2期第18話[646]。
- 『下町のチビ太キッドの物語』 - 『キッド』の翻案作品。赤塚不二夫の漫画『おそ松くん』の1エピソード[647]。チャップリンに似た衣装の男（赤塚不二夫の『モジャモジャおじちゃん』の主人公モジャモジャおじちゃん[648]を流用）が捨て子のチビ太を拾って育てるストーリー。
  - 『チビ太のまぶたの母ザンス』（1988年） - 上述のエピソードのアニメ版。アニメ『おそ松くん』第2作第79話。チビ太の育ての親はデカパン[649]に変更され、ストーリーにも変更が加えられている。
- 『Charlot les temps modernes』（1973年） - Philippe Magniaux作。『モダン・タイムス』の漫画化作品[650]。
- 『Les Aventures de Charlot : La Ruée vers l'or』（1974年） - Philippe Magniaux作。『黄金狂時代』の漫画化作品[651]。
- 『街の灯』[652] - アニメ『秘密結社鷹の爪MAX』（2013年4月 - 2014年3月）第6話。フミコ（声 亜沙）という盲目の花売りの女性が登場する。詳細は前述アニメの「フミコ」の項を参照。

## チャップリン作品を含むアンソロジー作品
- 『喜劇の王様たち（When Comedy Was King）』 -ロバート・ヤングソン（英語版）監督。ハロルド・ロイドを除く当時の代表的コメディアンのほとんどが見られる[653]。1960年[654]。
- 『喜劇の大将（30 Years of Fun）』 - ロバート・ヤングソン監督。1962年[655][656]。
- 『喜劇王チャップリン（The Funniest Man in the World）』 - バーノン・P・ベッカー（英語版）監督。1968年。チャップリンの足跡を、その作品を折りまぜて編集。その社会的背景の歴史をふくめて描く[657]。
- 『シネブラボー!（Cine Bravo!）』 - ロバート・ヤングソン製作。1972年[658]。

## 著書（訳書）
- 『僕の旅』高瀬毅訳、中央公論社、1930年[659]。
- 『チャップリン自伝』中野好夫訳、新潮社、1966年。
  - 『チャップリン自伝 ―若き日々』中野好夫訳、新潮文庫、1981年（改装1993年、改版2005年）。ISBN 978-4102185018。
    - 『チャップリン自伝〈下〉 栄光の日々』中野好夫訳、新潮文庫、1992年。ISBN 978-4102185025。下巻は淀川長治解説
- 新訳版『チャップリン自伝　若き日々』中里京子訳、新潮文庫、2017年。ISBN 978-4102185032。
  - 『チャップリン自伝　栄光と波瀾の日々』中里京子訳、新潮文庫、2018年。ISBN 978-4102185049。
- デイヴィッド・ロビンソンと共著『小説ライムライト チャップリンの映画世界』上岡伸雄、南條竹則訳、集英社、2017年。ISBN 978-4087710359。

### 関連文献
- 伊藤千尋『凛凛チャップリン』新日本出版社、2020年4月。ISBN 978-4406064071。
- 岩崎昶『チャーリー・チャップリン』講談社現代新書、1973年1月。ISBN 978-4061157354。
- 江藤文夫『チャップリンの仕事』みすず書房、1989年6月。ISBN 978-4622042327。
- 大野裕之『チャップリン・未公開NGフィルムの全貌』日本放送出版協会、2007年3月。ISBN 978-4140811832。
- 大野裕之『チャップリン暗殺 5.15事件で誰よりも狙われた男』メディアファクトリー、2007年11月。ISBN 978-4840120906。
- 大野裕之『チャップリンとヒトラー メディアとイメージの世界大戦』岩波書店、2015年6月。ISBN 978-4000238861。
- 大野裕之『ディズニーとチャップリン エンタメビジネスを生んだ巨人』光文社〈光文社新書〉、2021年6月。ISBN 978-4334045470。
- 大野裕之『ビジネスと人生に効く 教養としてのチャップリン』大和書房、2022年11月。ISBN 978-4479393962。
- 奥村残月『チャップリンの喜劇振り』芳文堂、1917年[661]。
- 銀河協会 編『チャップリンの世界 その人と作品』英知出版、1978年3月。
- 小藤田千栄子 編『世界の映画作家19 チャールズ・チャップリン』キネマ旬報社、1973年2月[662][663]。
- 小藤田千栄子 編『世界の映画作家26 バスター・キートンと喜劇の黄金時代』キネマ旬報社、1975年1月[664][665]。
- ジョルジュ・サドゥール『チャップリン その映画とその時代』鈴木力衛、清水馨訳、岩波書店、1966年1月。
- チャールズ・チャップリン・ジュニア、N.&M.ロー『わが父チャップリン 息子が見た喜劇王の素顔』木槿三郎訳、恒文社、1975年1月。
- 橋本勝『チャップリン』現代書館〈For beginnersシリーズ〉、1986年3月。ISBN 978-4768400371。
- 林冬子、清水馨編『チャップリン その愛と神話』芳賀書店〈デラックス・シネアルバム〉、1978年4月。ISBN 978-4826105071。
- デイヴィッド・ロビンソン『チャップリンの愛した女たち』宮本高晴・高田恵子訳、文藝春秋〈文春文庫〉、1993年。ISBN 978-4167309220
- ロバート・パリッシュ『わがハリウッド年代記 チャップリン、フォードたちの素顔』鈴木圭介訳、筑摩書房〈リュミエール叢書〉、1995年3月。ISBN 978-4480873002。
- パム・ブラウン『チャップリン』橘高弓枝訳、偕成社〈伝記 世界を変えた人々12〉、1993年4月。ISBN 978-4035421207。
- 淀川長治『私のチャップリン』筑摩書房〈ちくま文庫〉、1995年4月。ISBN 978-4480030207。単行初版はPHP（1977年）
- 淀川長治 ほか『チャップリンのために』大野裕之 編、とっても便利出版部、2000年11月。ISBN 978-4925095020。